# 中國宮殿式建築

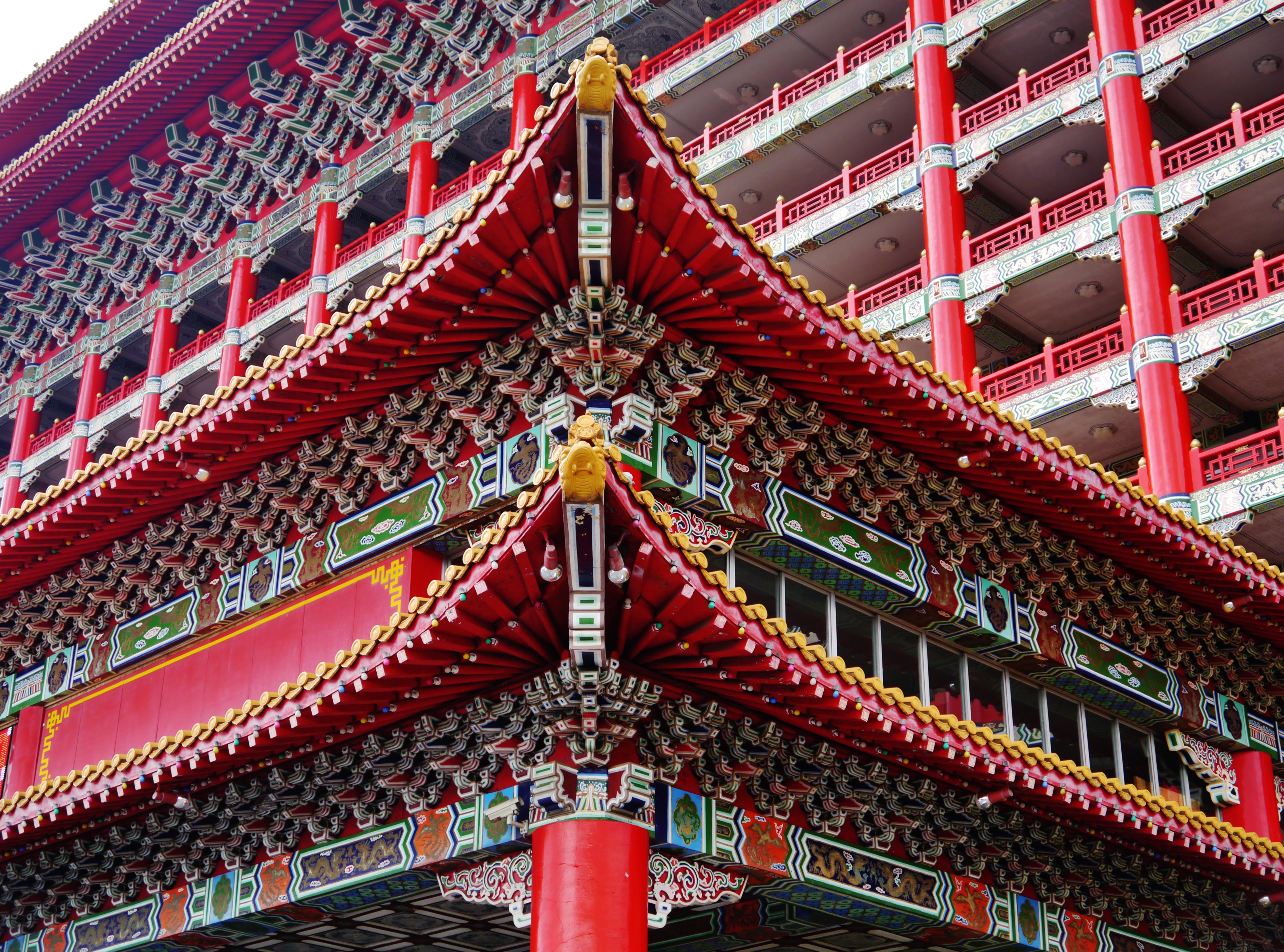
建築示例：圓山大飯店建築細部

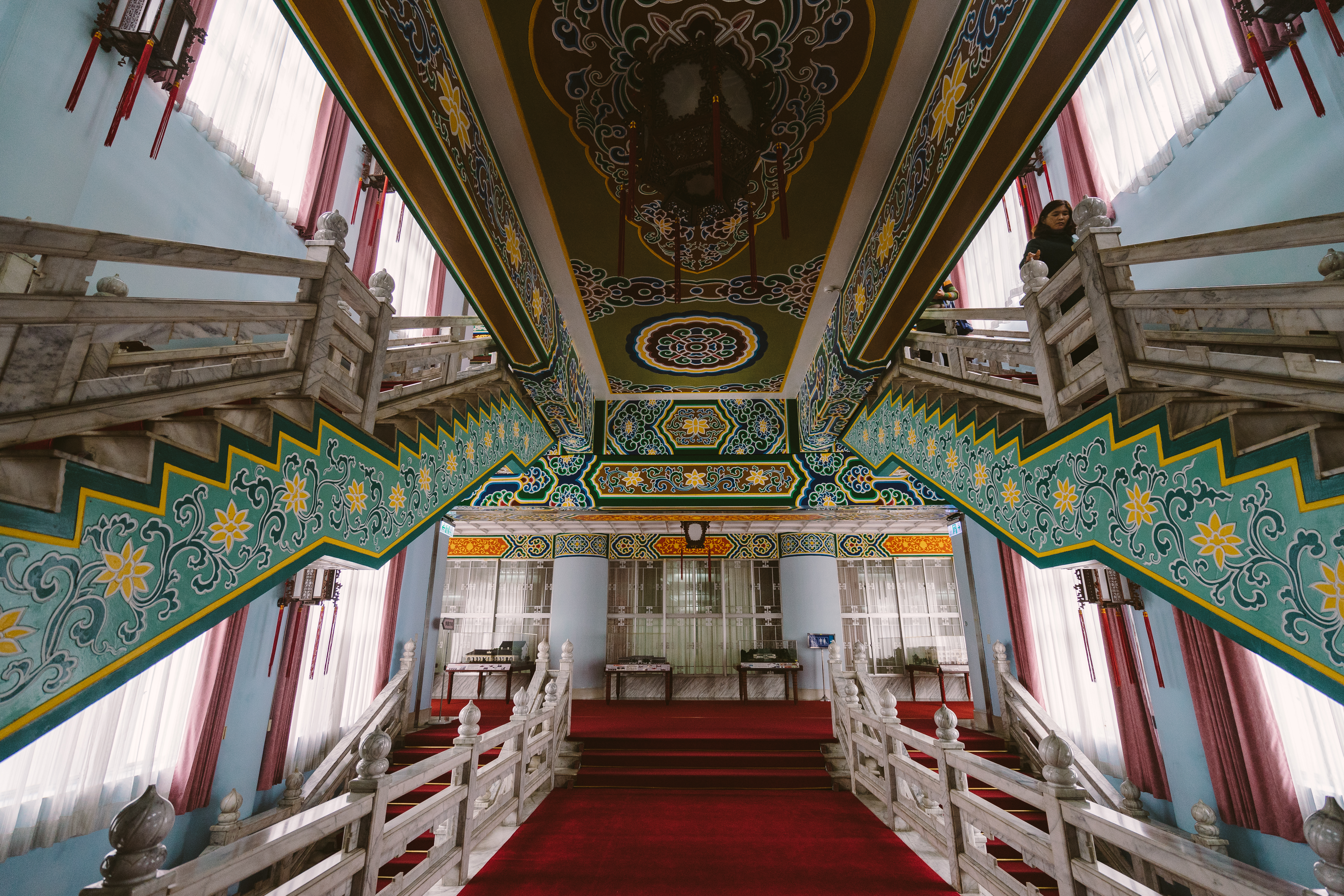
建築示例：陽明山中山樓內裝

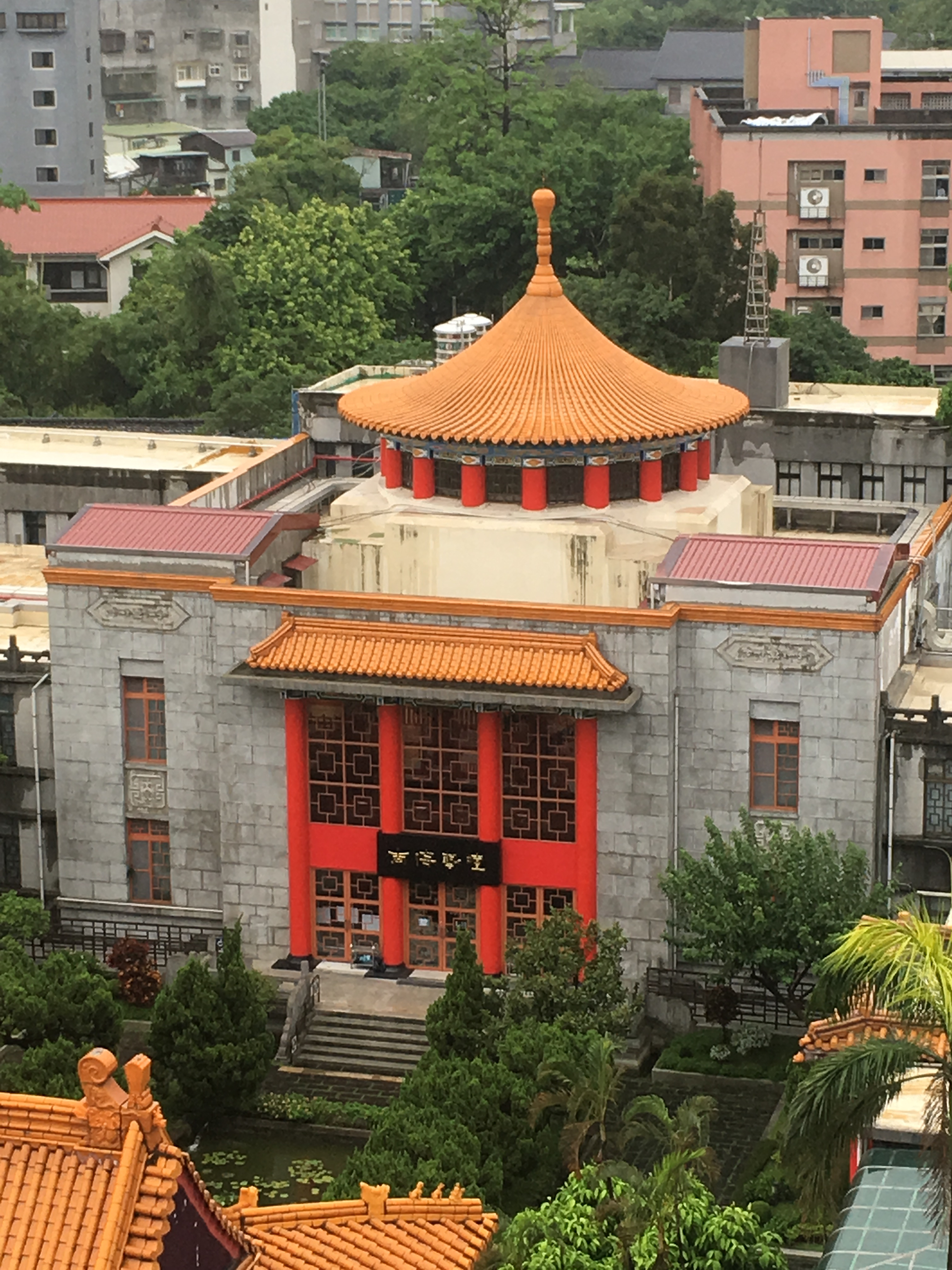
建築示例：建功神社改建的南海學園

中國宮殿式建築，或稱為北方宮殿式建築，是指1912年中華民國成立以後，以中國古代宮殿樣式為設計主題的現代建築。一些建築師以新的建築材料、技術來表達中國傳統建築的形式，在樣式上大都承襲北京紫禁城等舊時宮殿的「外貌」；此名稱亦包含戰後臺灣自1960年代以來推行「中華文化復興運動」而興建的復興式建築，如臺北故宮、國父紀念館等。此稱謂目前尚無統一的定名，有研究者暫將其統稱為「宮殿式建築」（Palace Architectural Style）。

## 歷史沿革
自官方文件追溯，「中國宮殿式」一詞最早現於1927年8月27日北平图书馆的競圖評審團報告，報告中提到首獎的設計成功地將現代圖書館的需求與中國宮殿式風格結合。爾後，1928年6月份的《亞洲》雜誌刊載一篇美國建築師亨利·墨菲寫的〈中國的建築文藝復興〉（An Architectural Renaissance in China），提到將中國宮殿式風格與現代公共建築作結合，置入各種中國現代教育機構的設計。墨菲認為：
|  | 每個國家都有她特有的建築發展，建築師無論是本地人或外來者，都應該在營造的過程中維護這樣的風格。然而，今日的中國建築師對自己原有獨特的建築傳統元素陌生，形同外人一般，無法融會貫通地運用在因應今日生活所需的平面與構造上，也無法繼續維持她的美感和品質。 |

其後，墨菲在中國領銜設計的燕京大學和金陵大學成為中國現代教育建築的代表作。
1929年國民政府定都南京後制定《首都計畫》，定調「政治區之建築物，宜盡量採用中國固有之形式，凡古代宮殿之優點，務當一一施用」。墨菲遂應孫科委託替國民政府委託著手都市規劃。這類「新功能、舊形式」的建築符合現代建築的功能需要，又充分展現中國傳統建築的外貌，於1930年代中國成為官方公共設施建設推崇的建築首選，從而蔚為風尚。
中國抗日戰爭爆發後，墨菲將中國宮殿式建築的元素帶回美國家鄉修建塔樓。
墨菲構思的「中國宮殿式風格－中國現代建築－中國現代教育」連結上國家大規模的建設，隨著中華民國政府遷臺而引進臺灣，並廣泛運用於全臺各地的公共建設。臺灣戰後40餘年間的佛教建物，皆是仿宮殿式建築，此類建築亦為臺灣戒嚴時期所規定的佛寺規格。

## 代表性建築

### 中國大陸

#### 南京
- 金陵大學舊址
  - 金陵大学礼拜堂
  - 北大楼、東大樓、西大樓
  - 學生宿舍
- 金陵女子大學舊址
  - 會議樓
  - 科學館
  - 文學館
  - 學生宿舍
  - 圖書館
  - 大禮堂
- 中山陵（呂彥直設計）
  - 孫中山紀念館（藏經樓）
  - 國民革命軍陣亡將士公墓建築群
- 国民政府行政院旧址（范文照、趙深設計）
- 国民政府主席官邸（陳品善設計）
- 國立中央研究院舊址（楊廷寶設計）
  - 總辦事處
  - 地質研究所大樓
- 國民政府交通部舊址
- 中國國民黨中央監察委員會舊址（楊廷寶設計）
- 中國國民黨中央黨史史料陳列館（楊廷寶設計）
- 勵志社舊址（范文照、趙深設計）
- 南京博物院（徐敬直設計，中國文藝復興式建築）

#### 上海
- 旧上海特别市政府大楼
- 上海市立博物馆

#### 其他地区
- 北京协和医学院
- 北平圖書館舊址
- 重慶大學早期建築
- 河南留学欧美预备学校旧址
- 武漢大學早期建築
- 湖北省立圖書館舊址
- 廣州中山紀念堂（呂彥直設計）
- 国立中山大学石牌旧址建筑
- 華南女子文理學院舊址

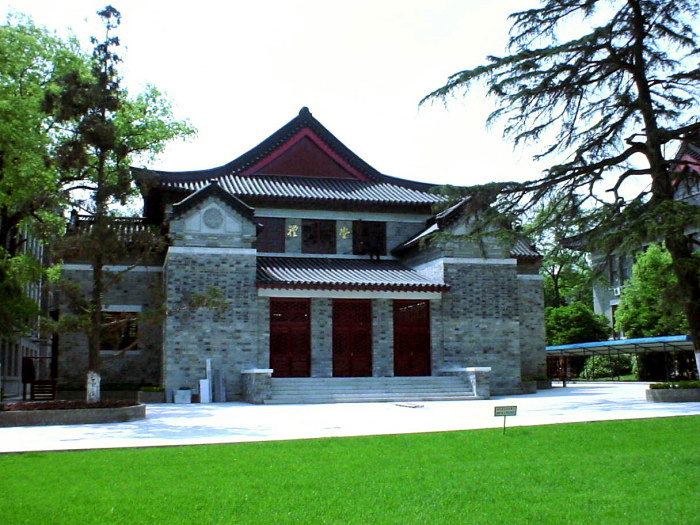
金陵大学大礼堂
金陵大学北大楼
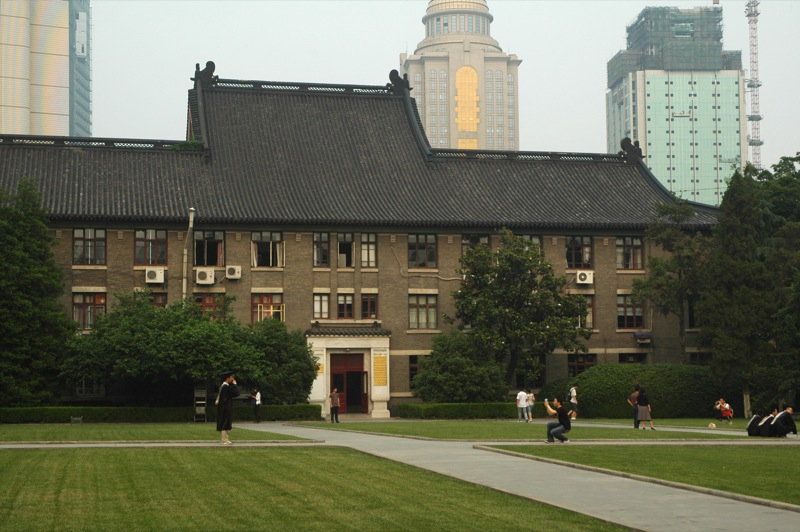
金陵大学东大楼
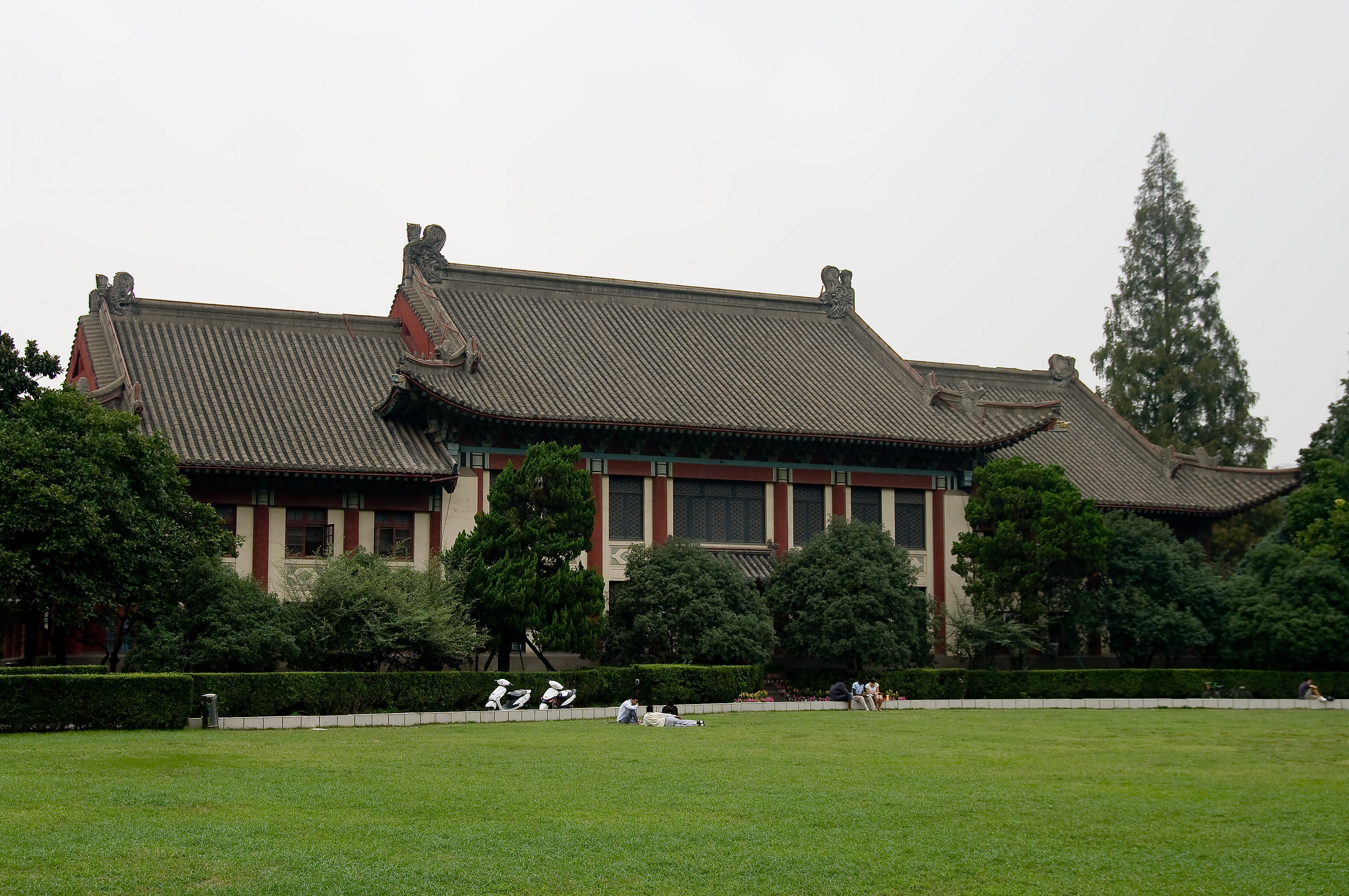
金陵女子大学會議樓
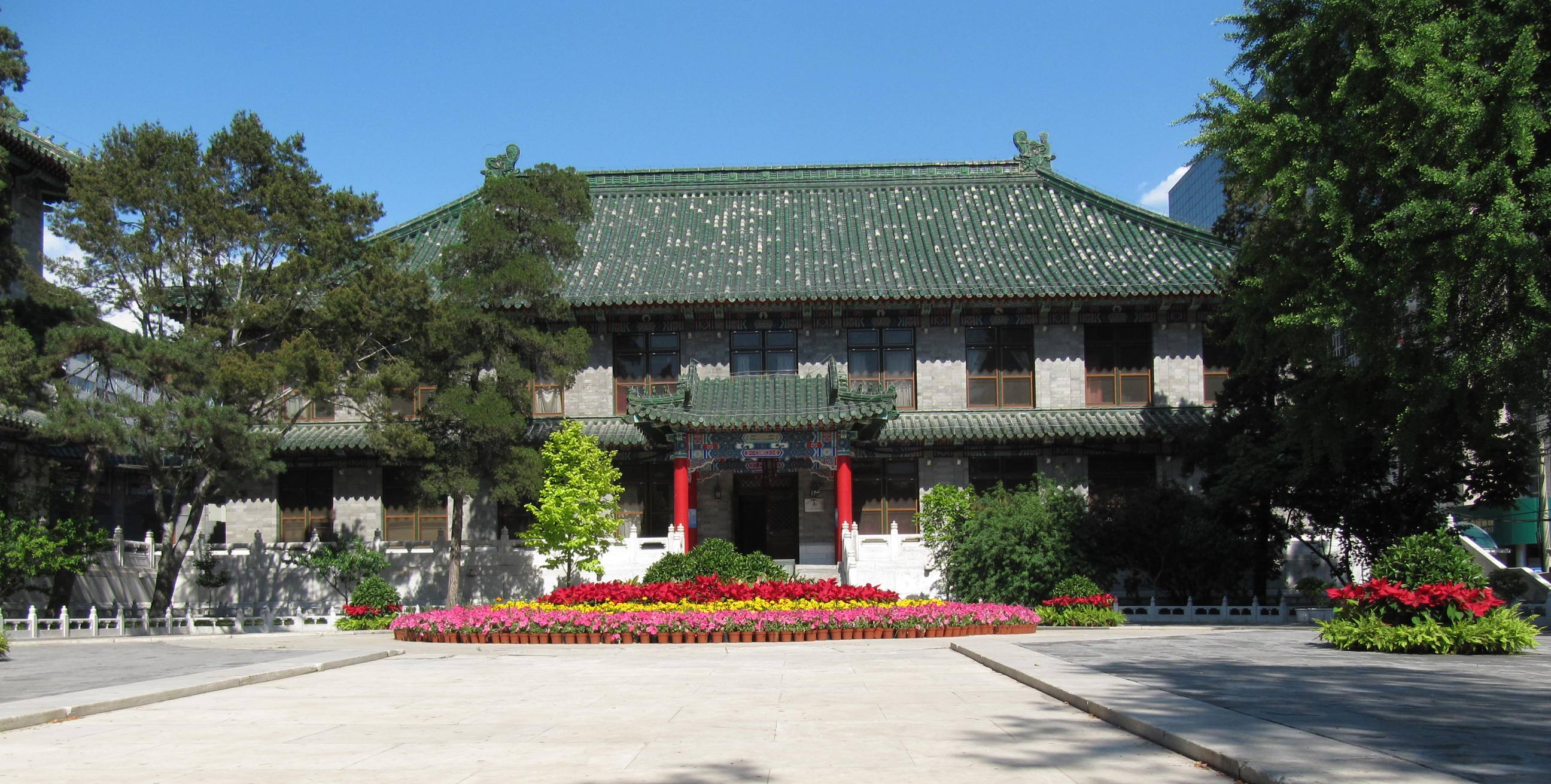
北京协和医学院
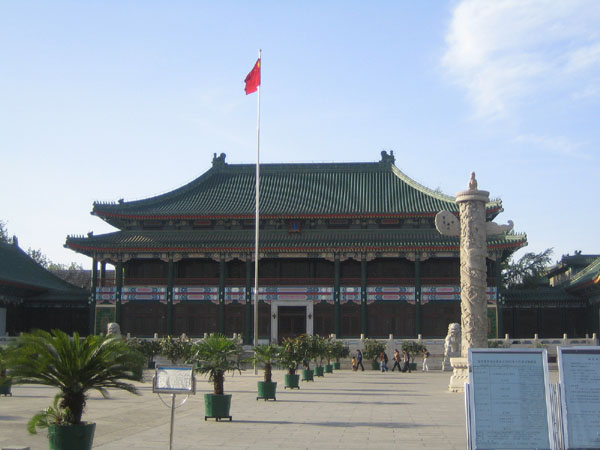
北平圖書館文津樓
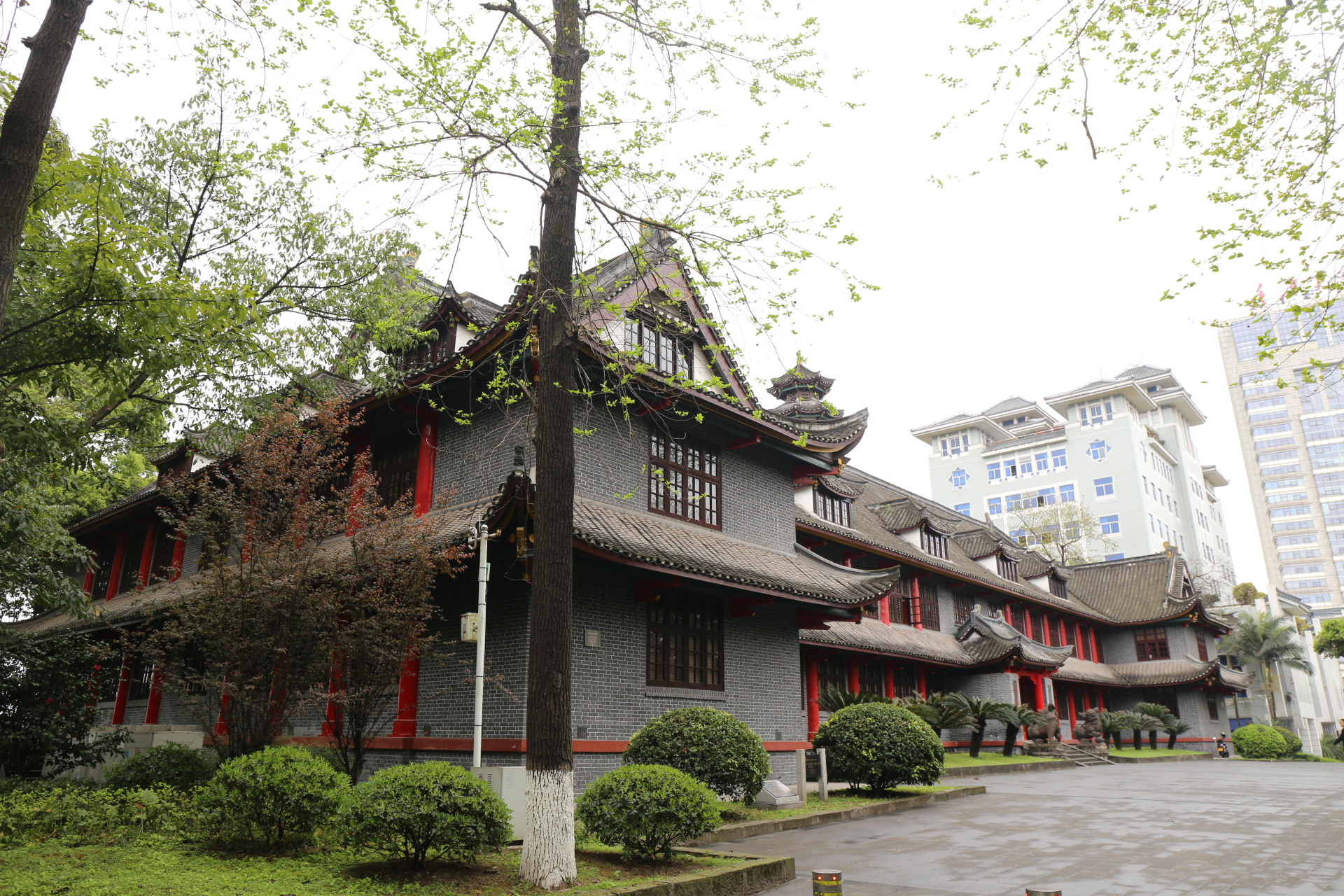
重庆大学理学院楼
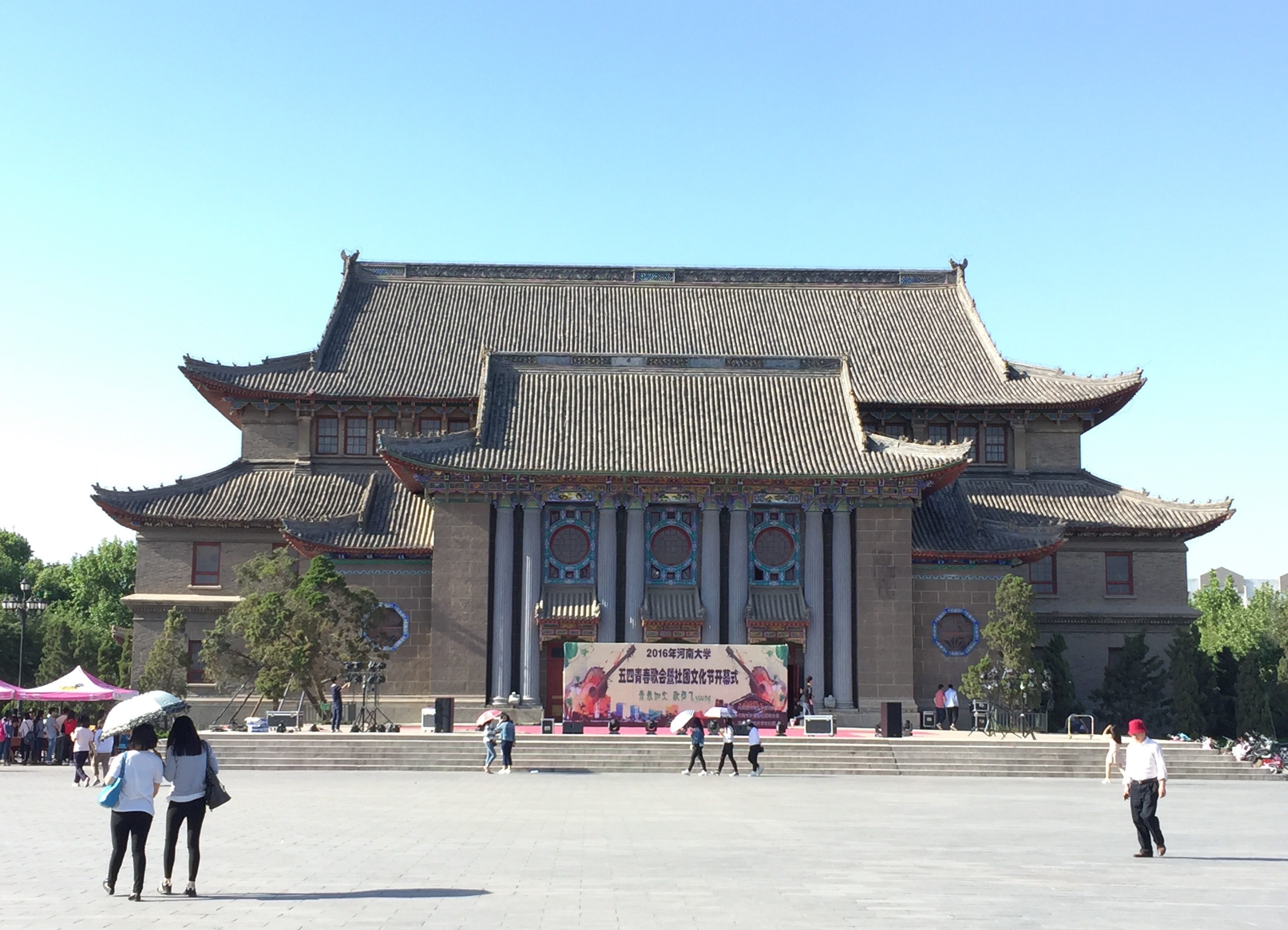
河南大學禮堂
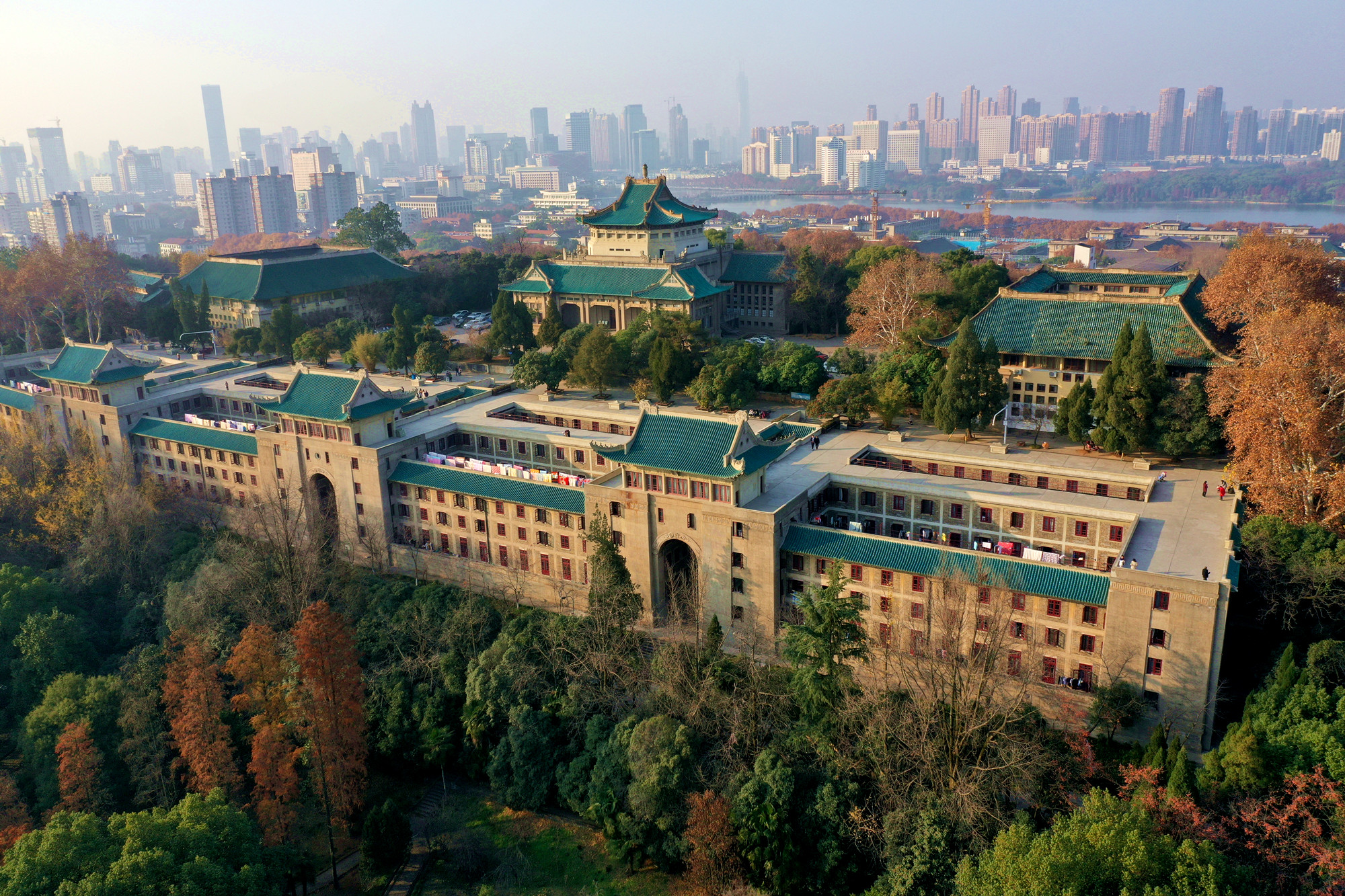
武漢大學早期建築群
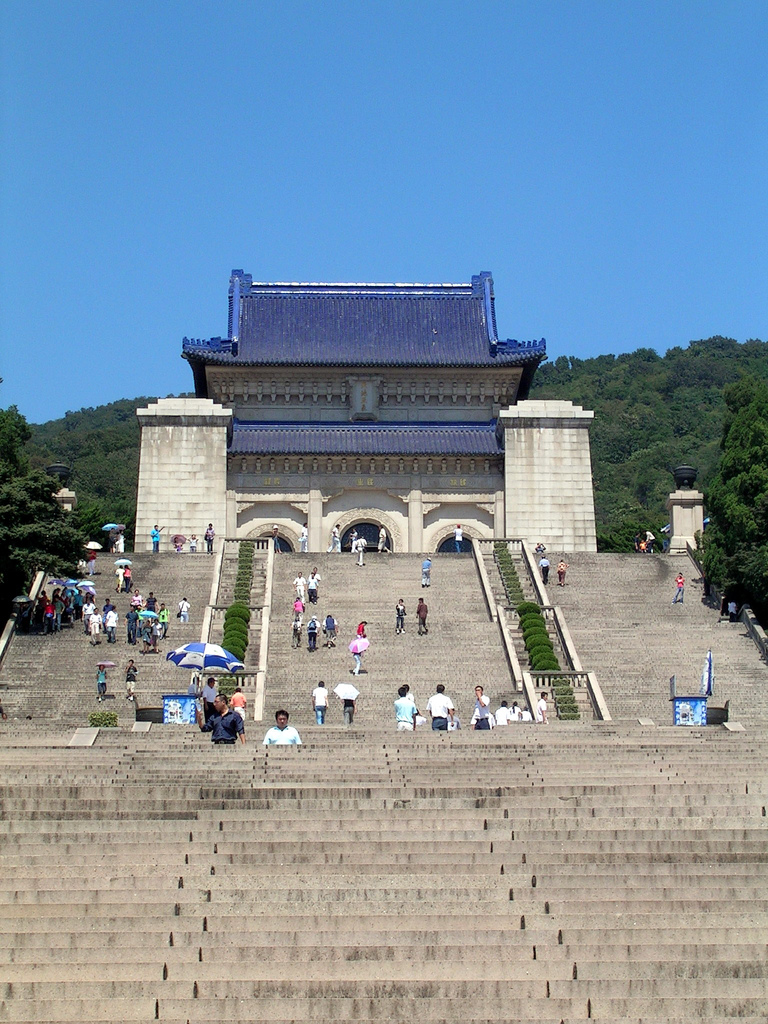
中山陵
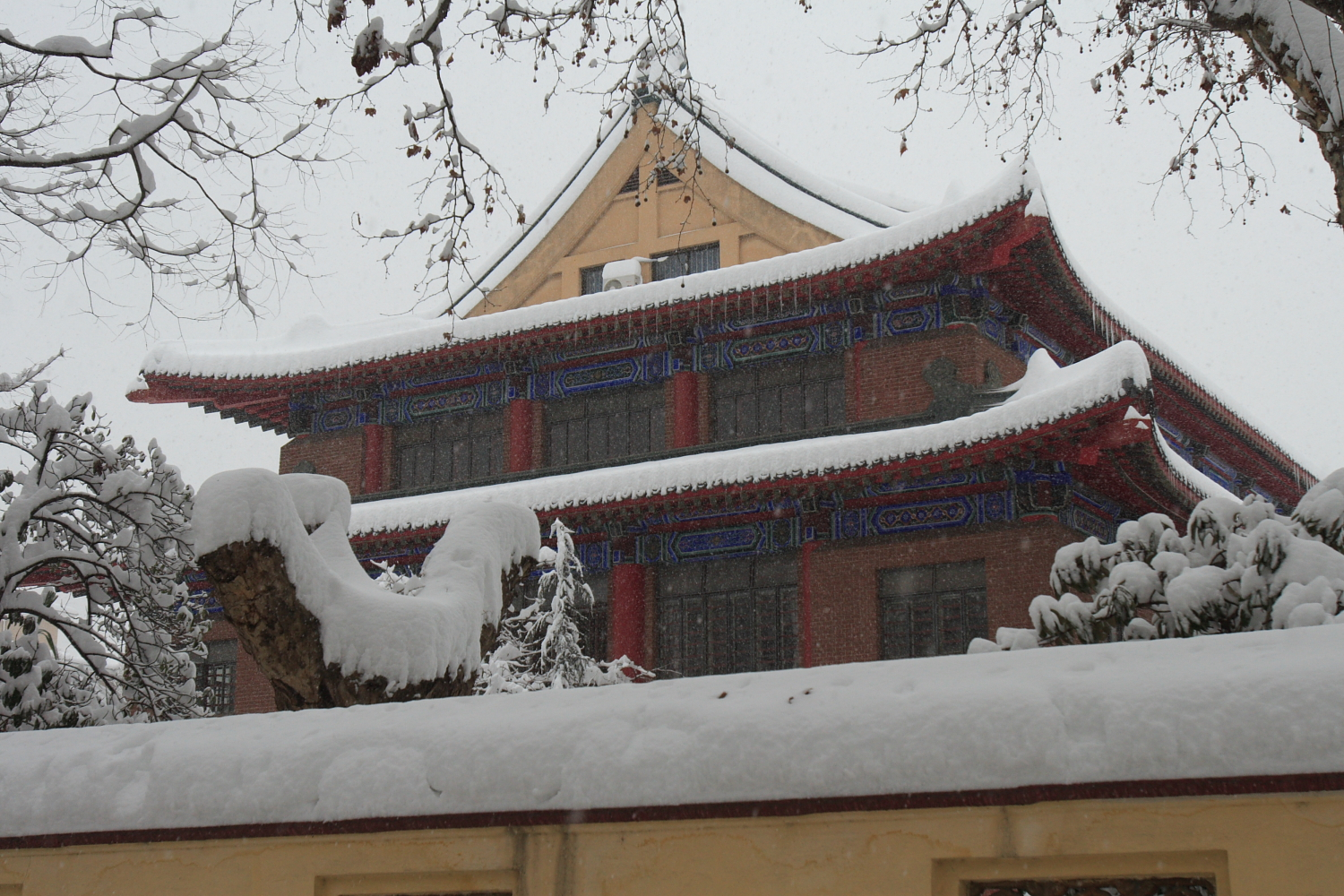
國民政府行政院舊址
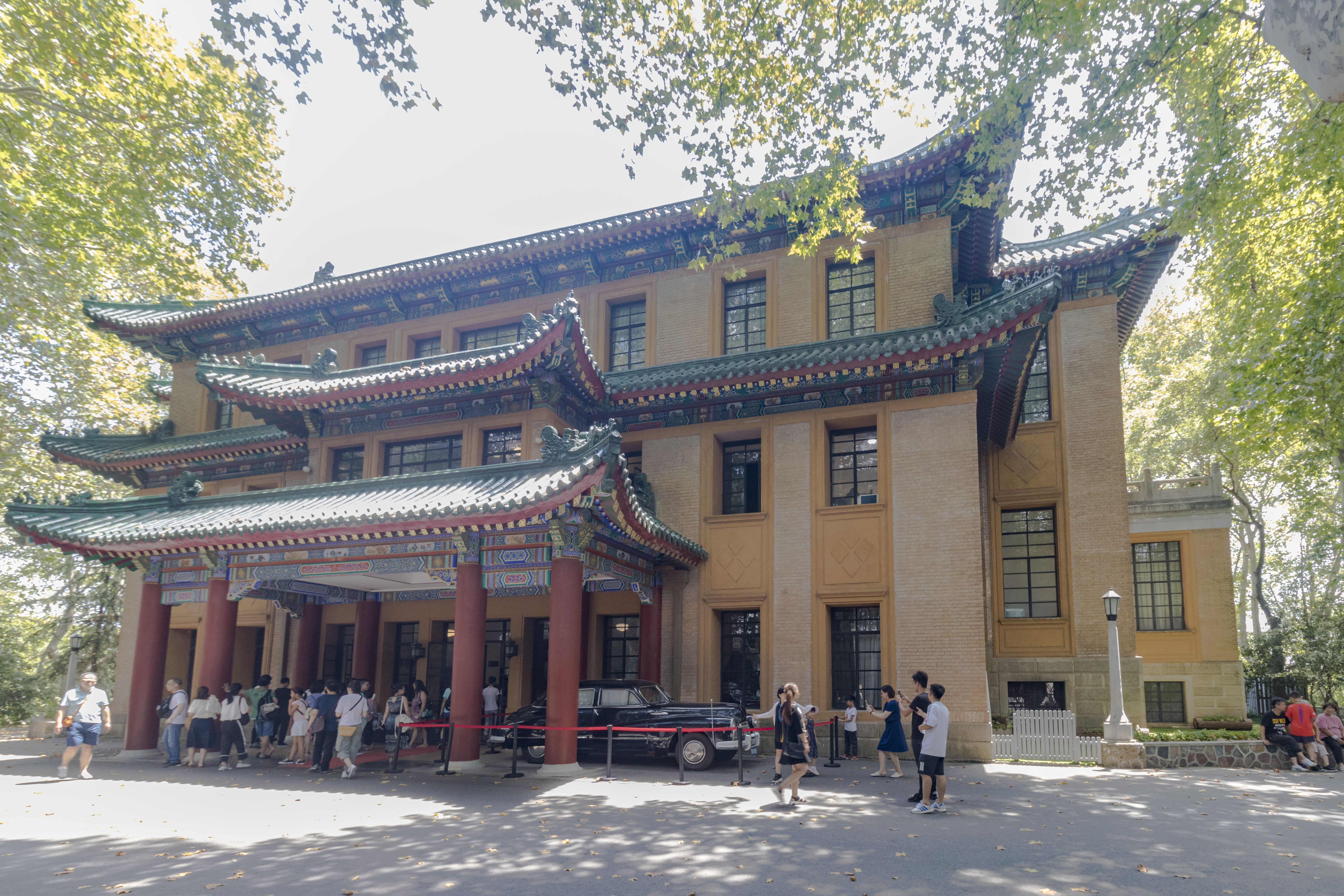
国民政府主席官邸
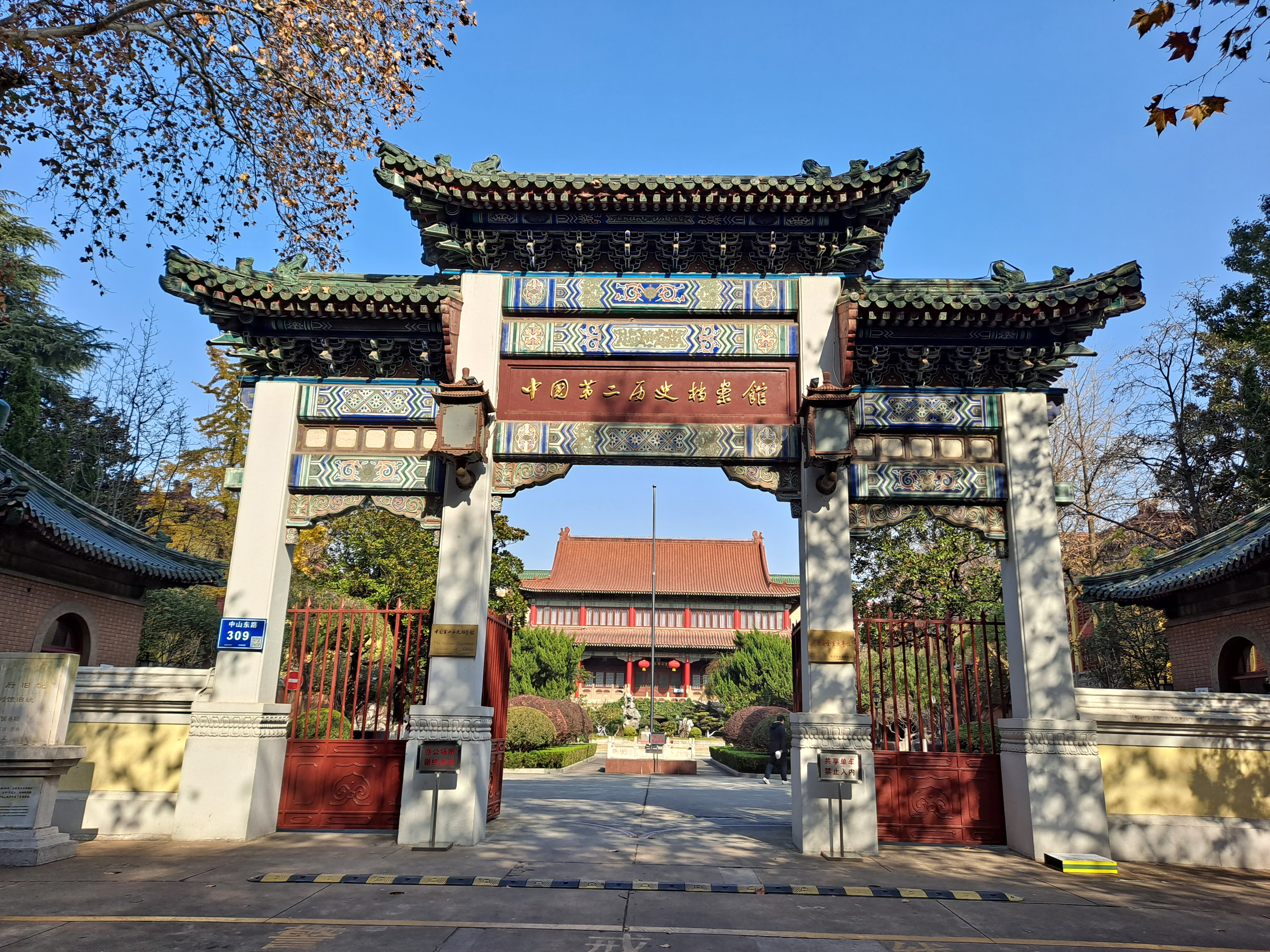
中国第二历史档案馆
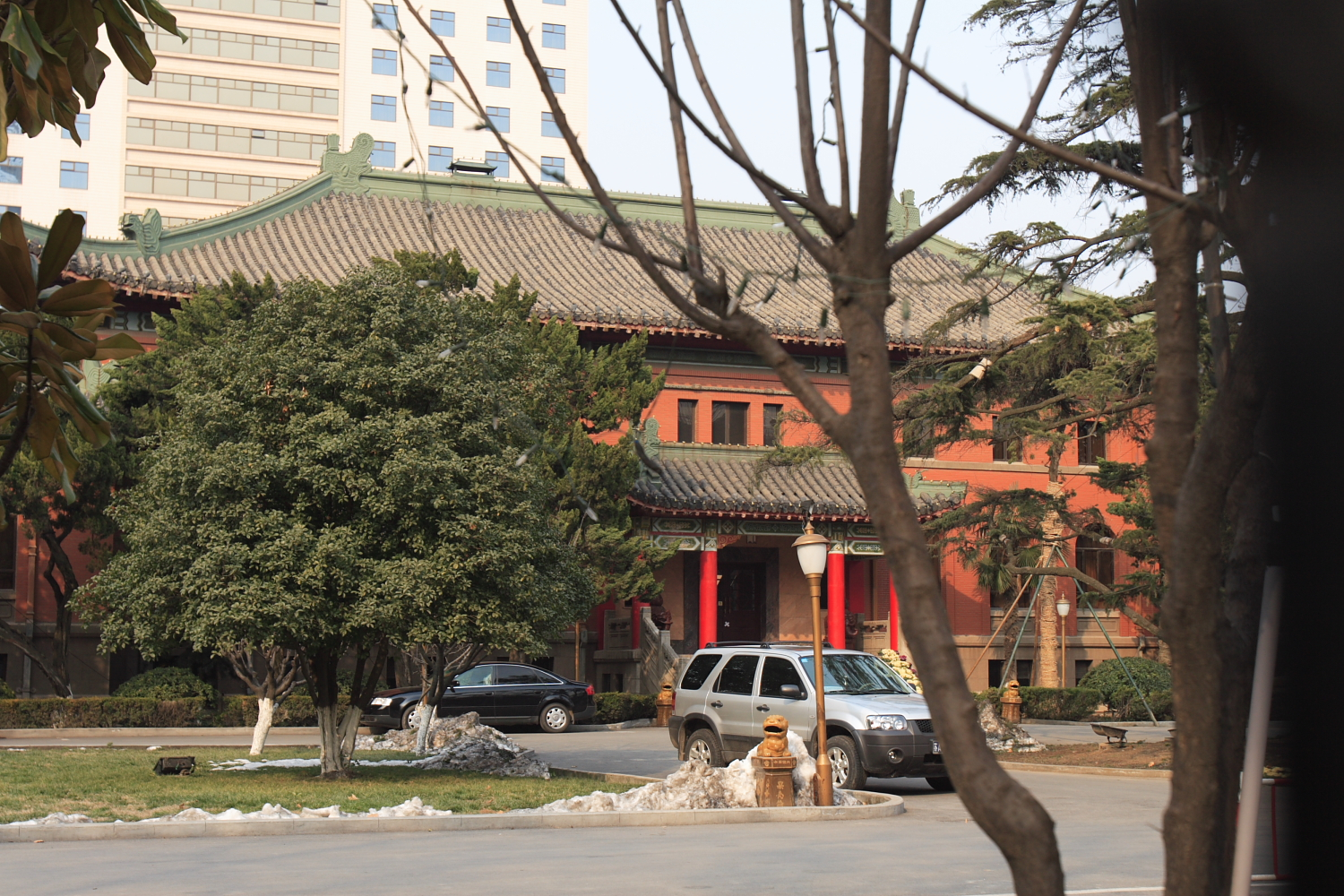
勵志社一號樓舊址
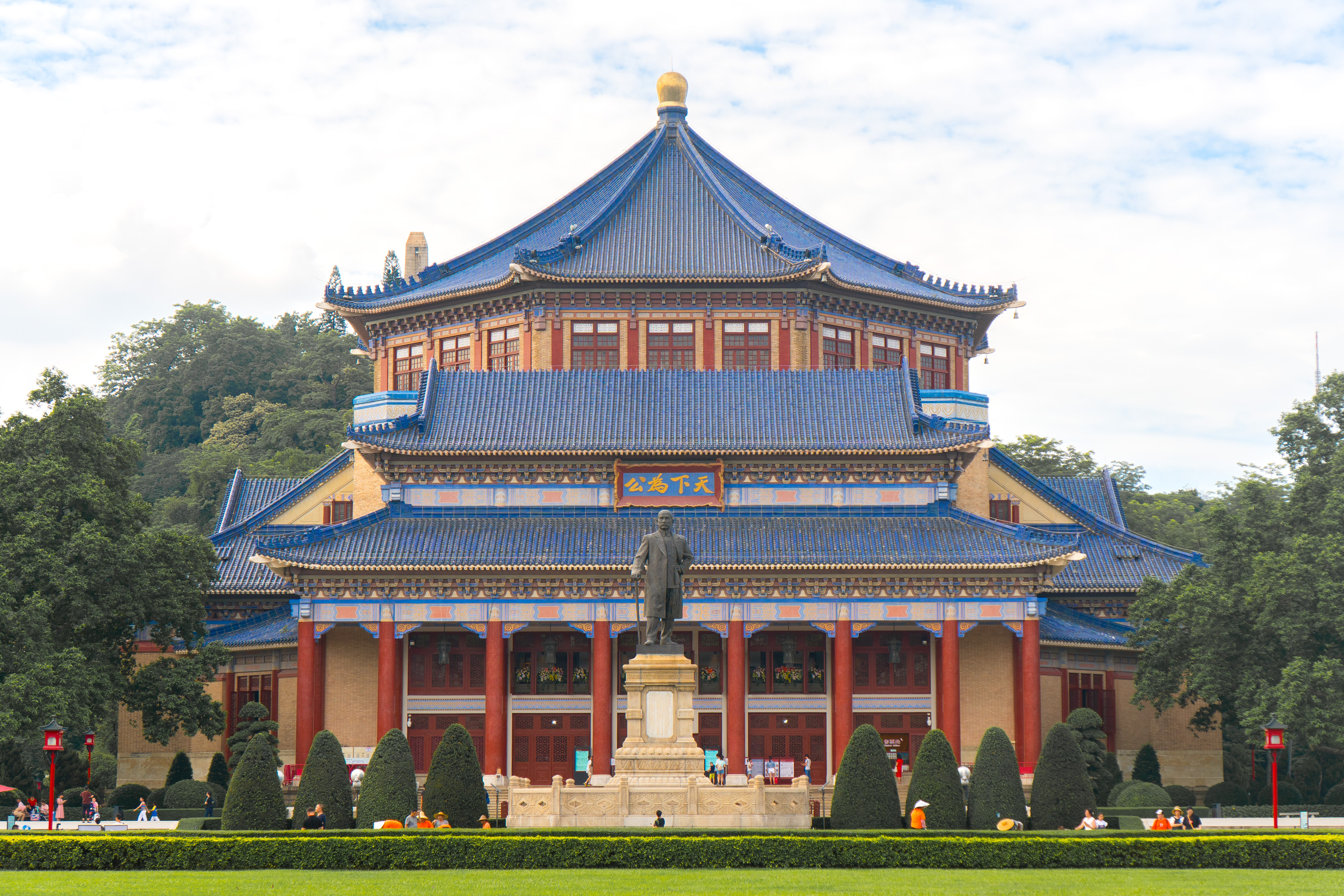
廣州中山紀念堂
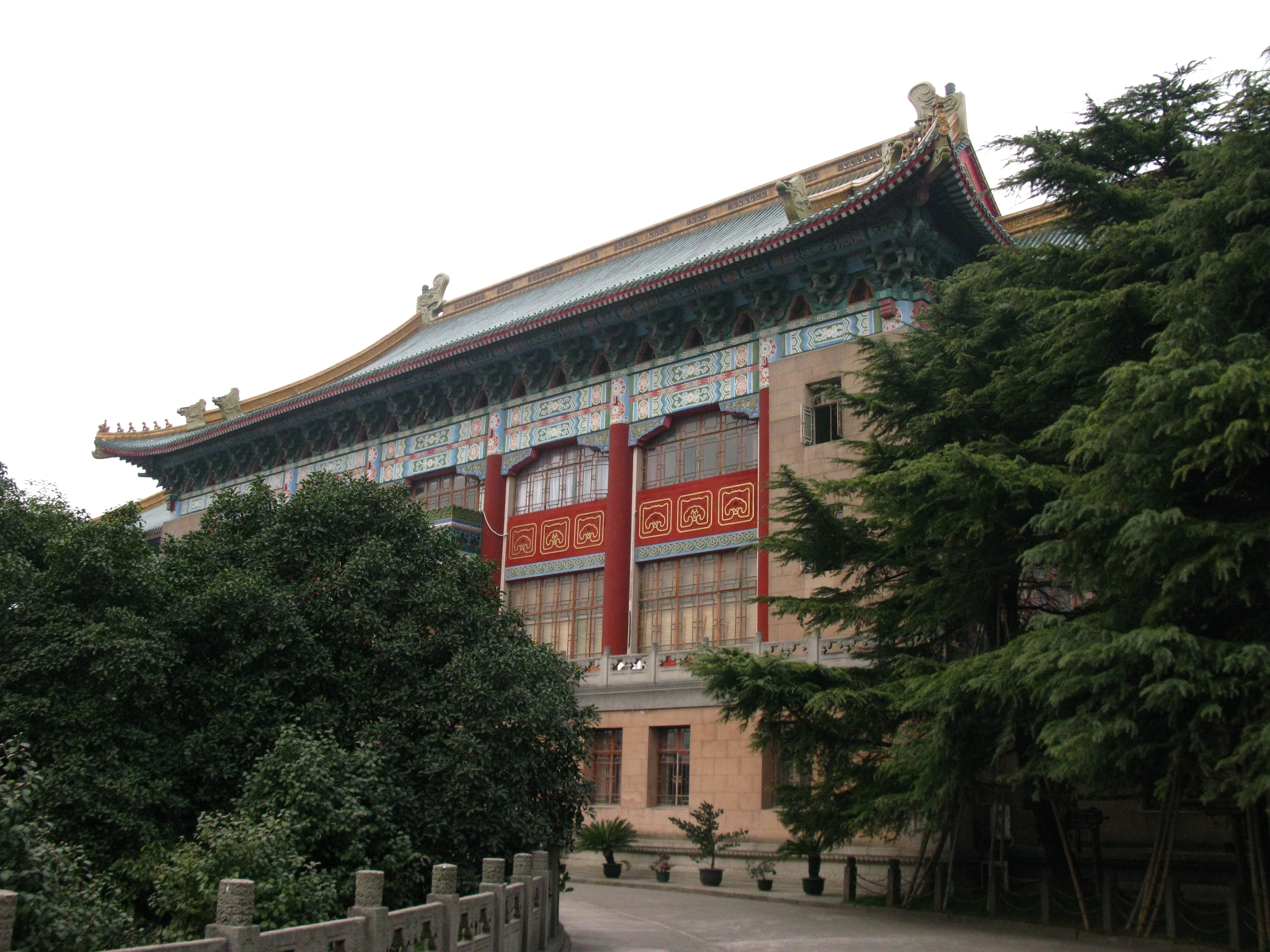
舊上海特別市政府大樓

### 臺灣
- 國立歷史博物館（1964）
- 國立故宮博物院（1965，黃寶瑜）
- 陽明山中山樓（1966年，修澤蘭）
- 文藻外語大學正氣樓（1966） [5]
- 臺北廣播電台
- 中山足球場
- 辛亥光復樓
- 國立國父紀念館（1972，王大閎）
- 國立中正紀念堂（1980，楊卓成）
- 中國文化大學大成館（盧毓駿）
- 淡江大學宮燈教室

#### 台南市
| 地點名稱          | 備註                                        |
| ----------------- | ------------------------------------------- |
| 延平郡王祠        | 原本為福州式建築，1963年改建為北方宮殿式    |
| 正統鹿耳門聖母廟  |                                             |
| 佳里 昭清宮       |                                             |
| 關廟山西宮        |                                             |
| 蚵寮保安宮 王船閣 | 王船閣為中國北方宮殿式 建築風格，1988年興建 |
| 台南市忠烈祠      |                                             |
| 新化 忠烈祠       |                                             |
| 臺南彌陀寺        |                                             |

#### 高雄市
| 地點名稱           | 備註 |
| ------------------ | ---- |
| 高雄左營孔子廟     |      |
| 高雄旗山孔子廟     |      |
| 內惟鎮安宮         |      |
| 高雄三鳳宮         |      |
| 左營啟明堂         |      |
| 高雄關帝廟         |      |
| 五甲龍成宮         |      |
| 覆鼎金保安宮       |      |
| 元亨寺             |      |
| 佛光山寺           |      |
| 左營海青工商校史室 |      |
| 高雄市忠烈祠       |      |
| 高雄圓山大飯店     |      |
| 高雄港 牌樓        |      |

#### 屏東縣
| 地點名稱     | 備註 |
| ------------ | ---- |
| 屏東縣忠烈祠 |      |
| 車城福安宮   |      |

#### 澎湖縣
| 地點名稱        | 備註 |
| --------------- | ---- |
| 澎湖縣忠烈祠    |      |
| 小池角關帝廟    |      |
| 佛光山 海天佛剎 |      |

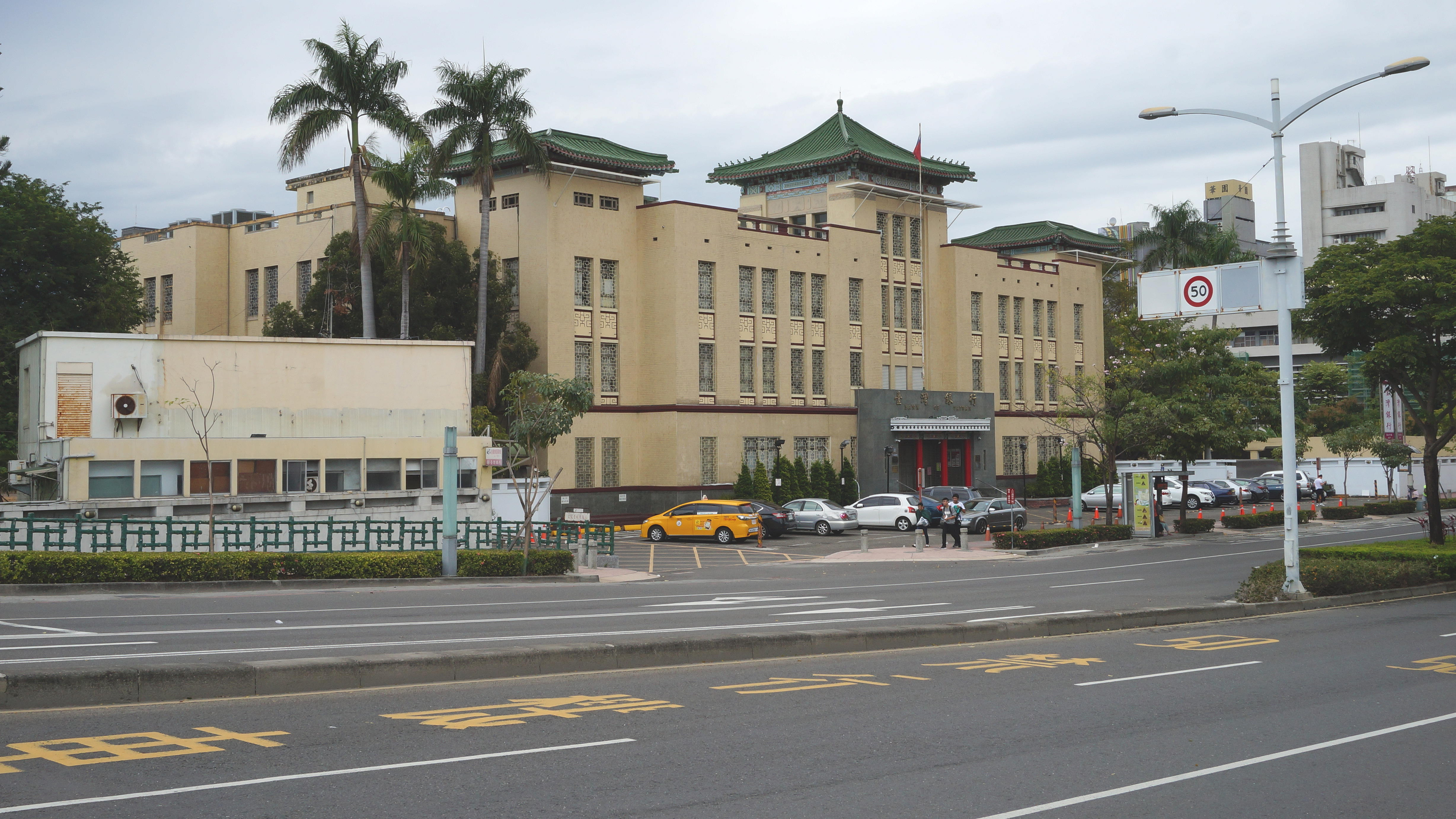
台灣銀行高雄分行（1949年，陳聿波設計[9]）
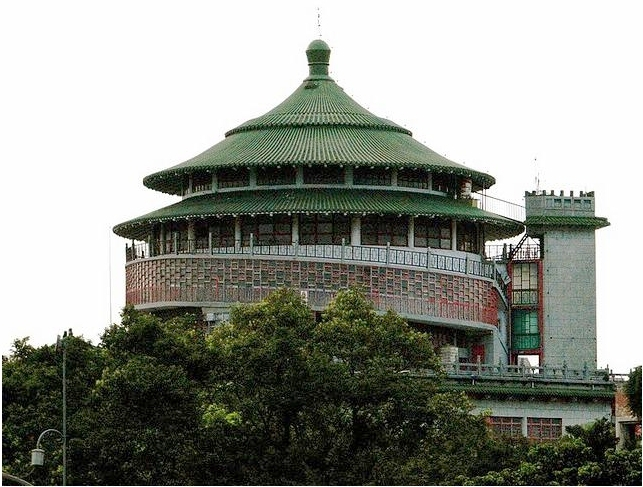
國立臺灣科學教育館（今工藝中心臺北分館，1958年，盧毓駿設計）
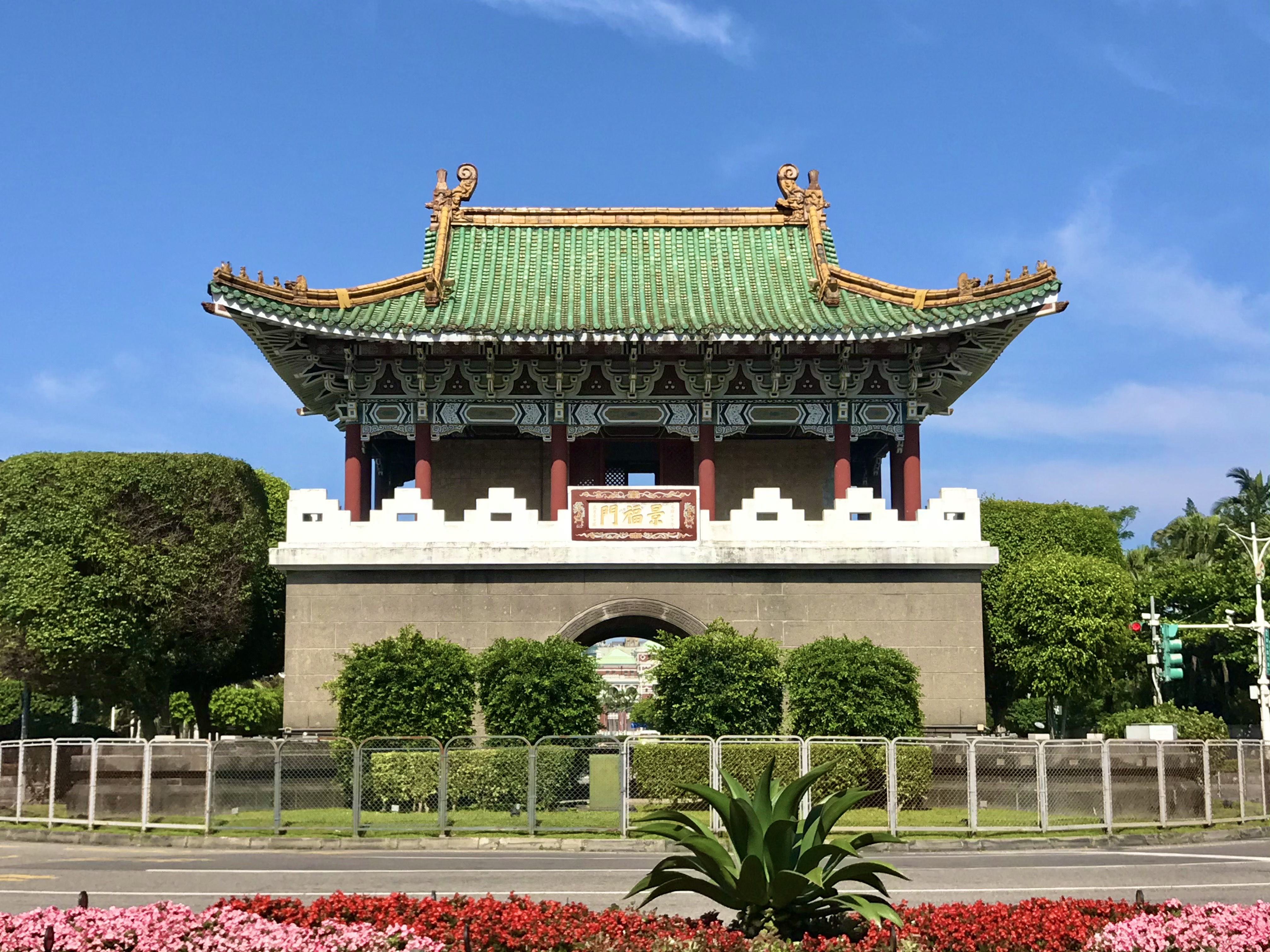
臺北府城東門（外觀改動，1960年，黃寶瑜設計）
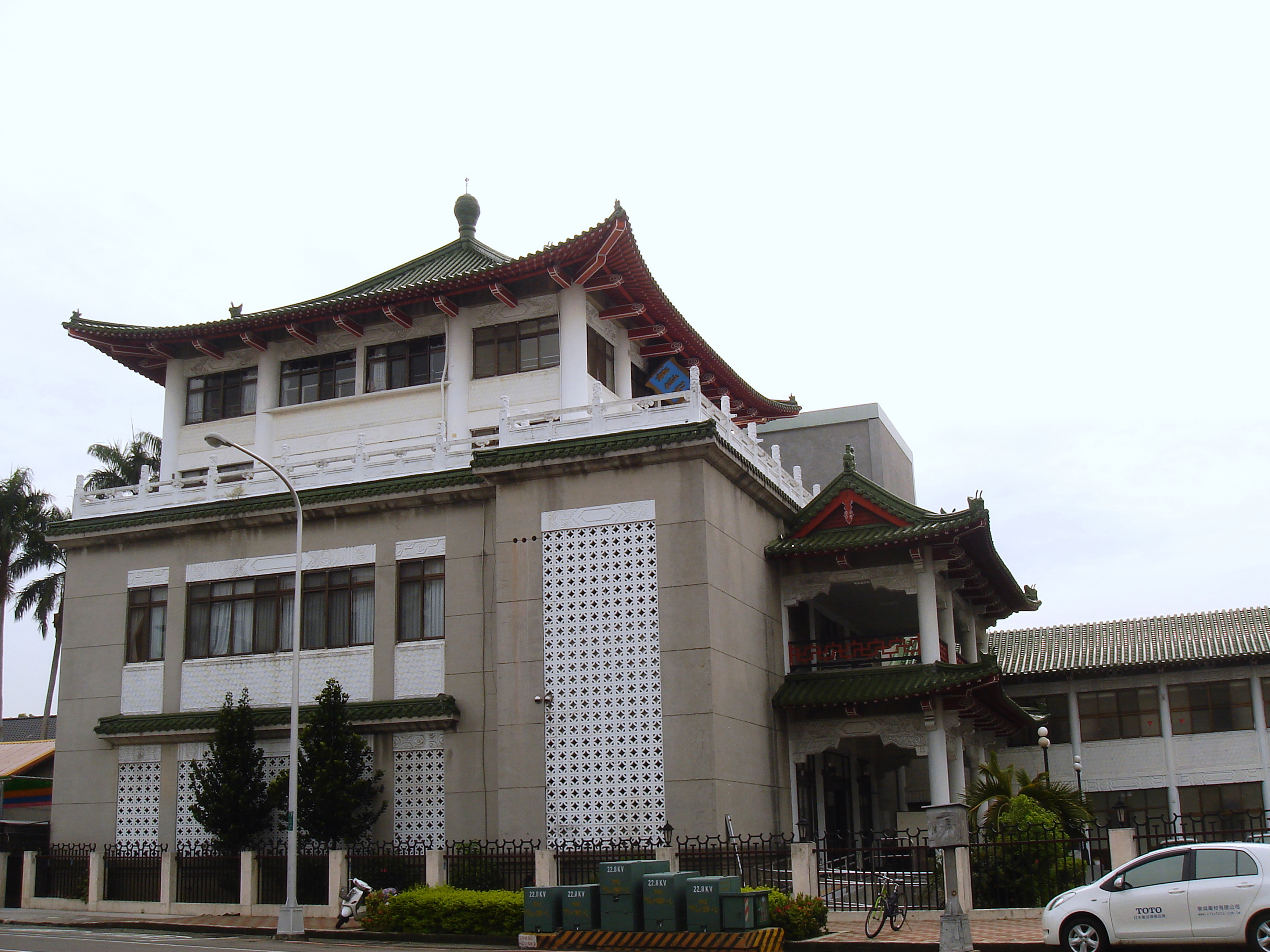
台中高農中教師會館（今台中高農實習旅館，1961年，修澤蘭設計）
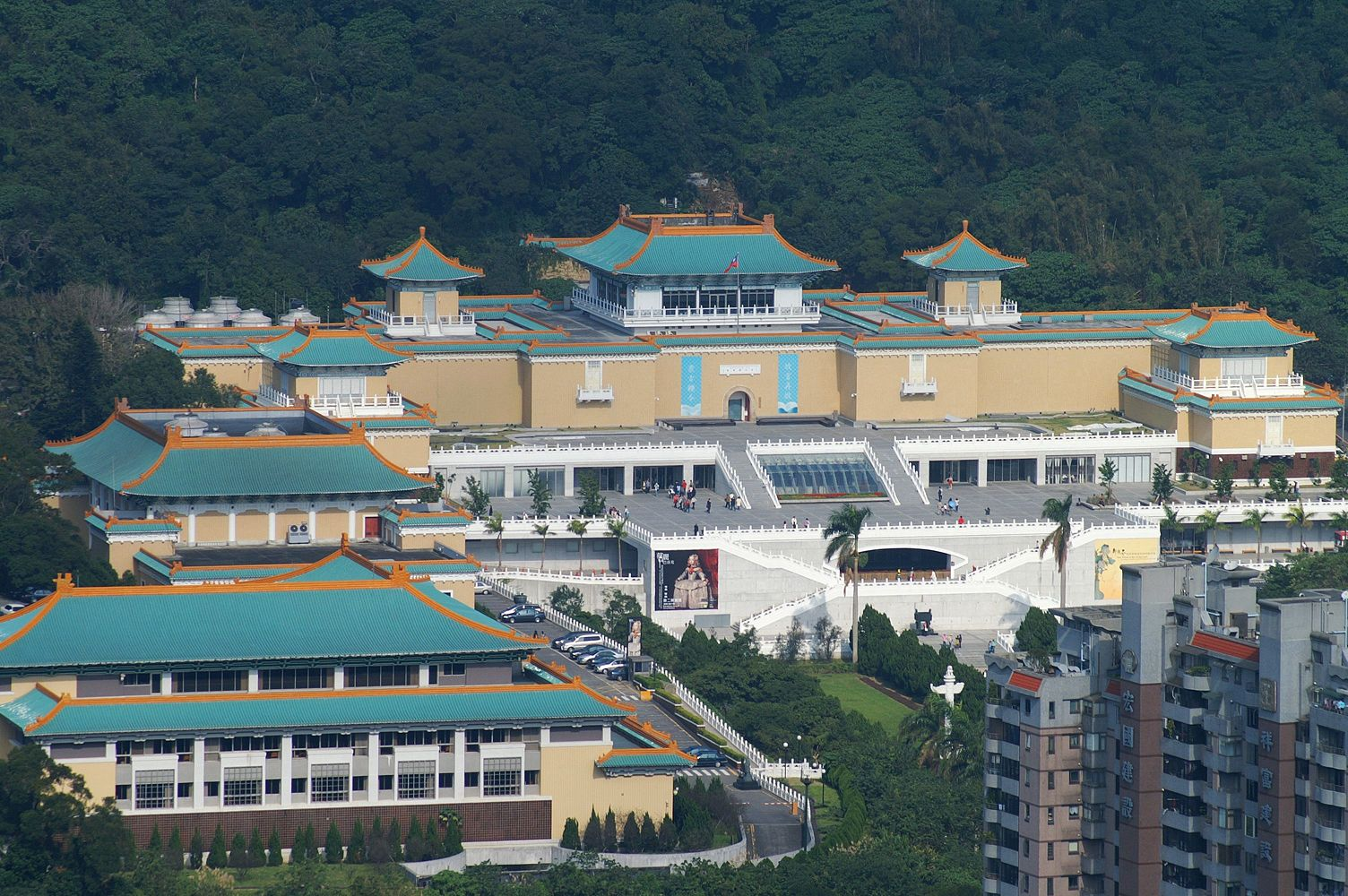
國立故宮博物院 （1965年）
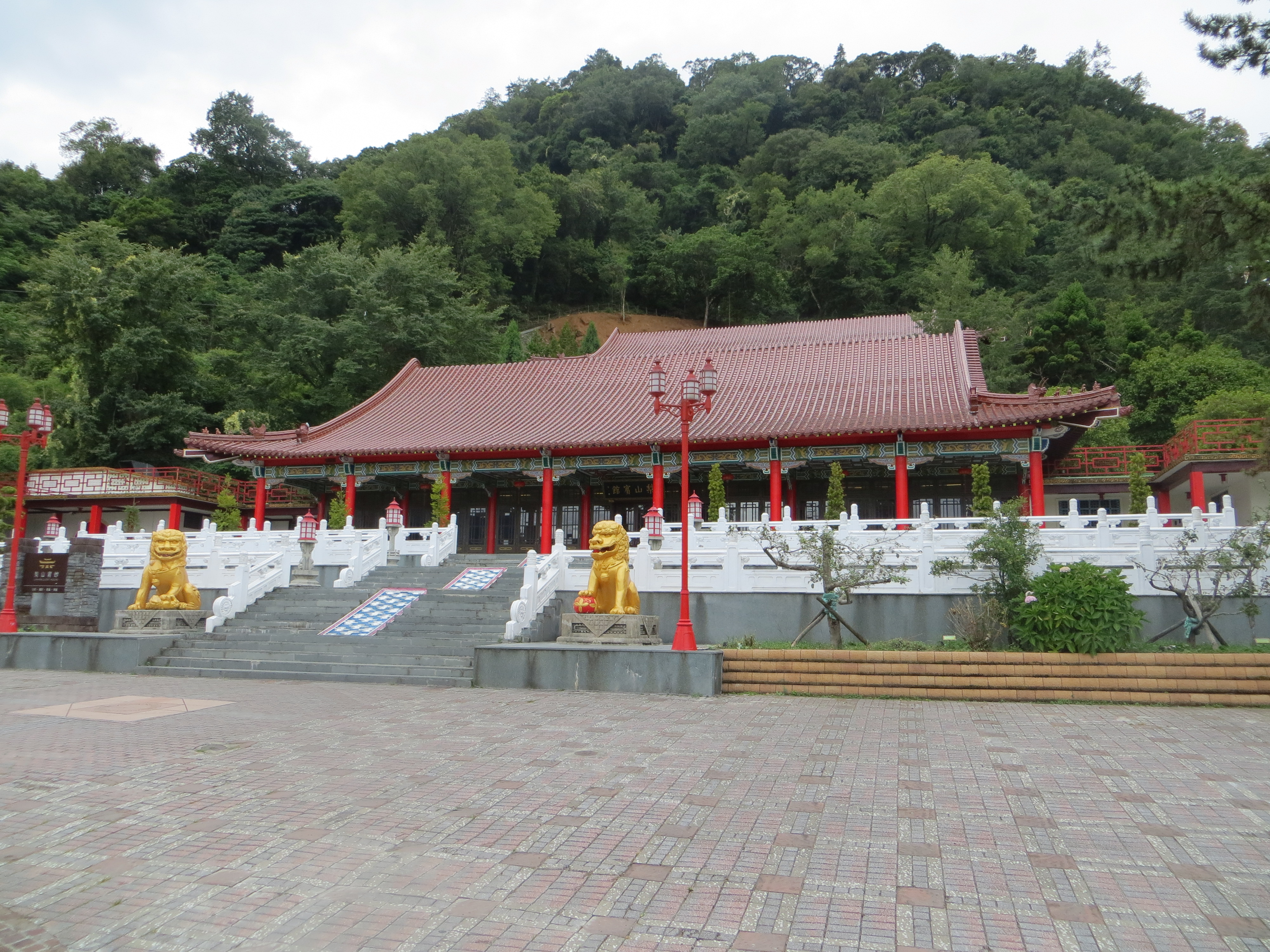
梨山賓館（1965年，楊卓成設計）
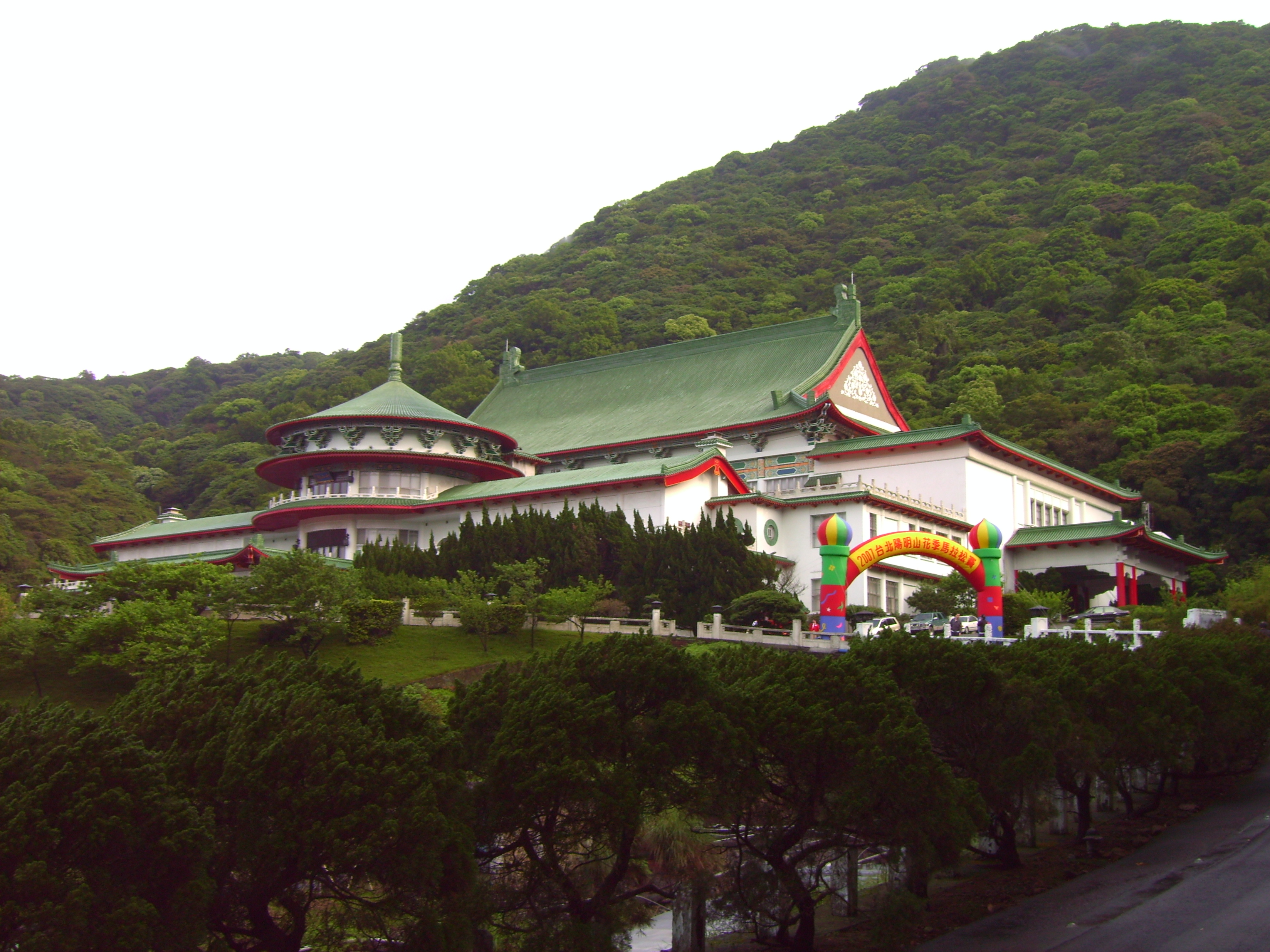
陽明山中山樓 （1966年，修澤蘭設計）
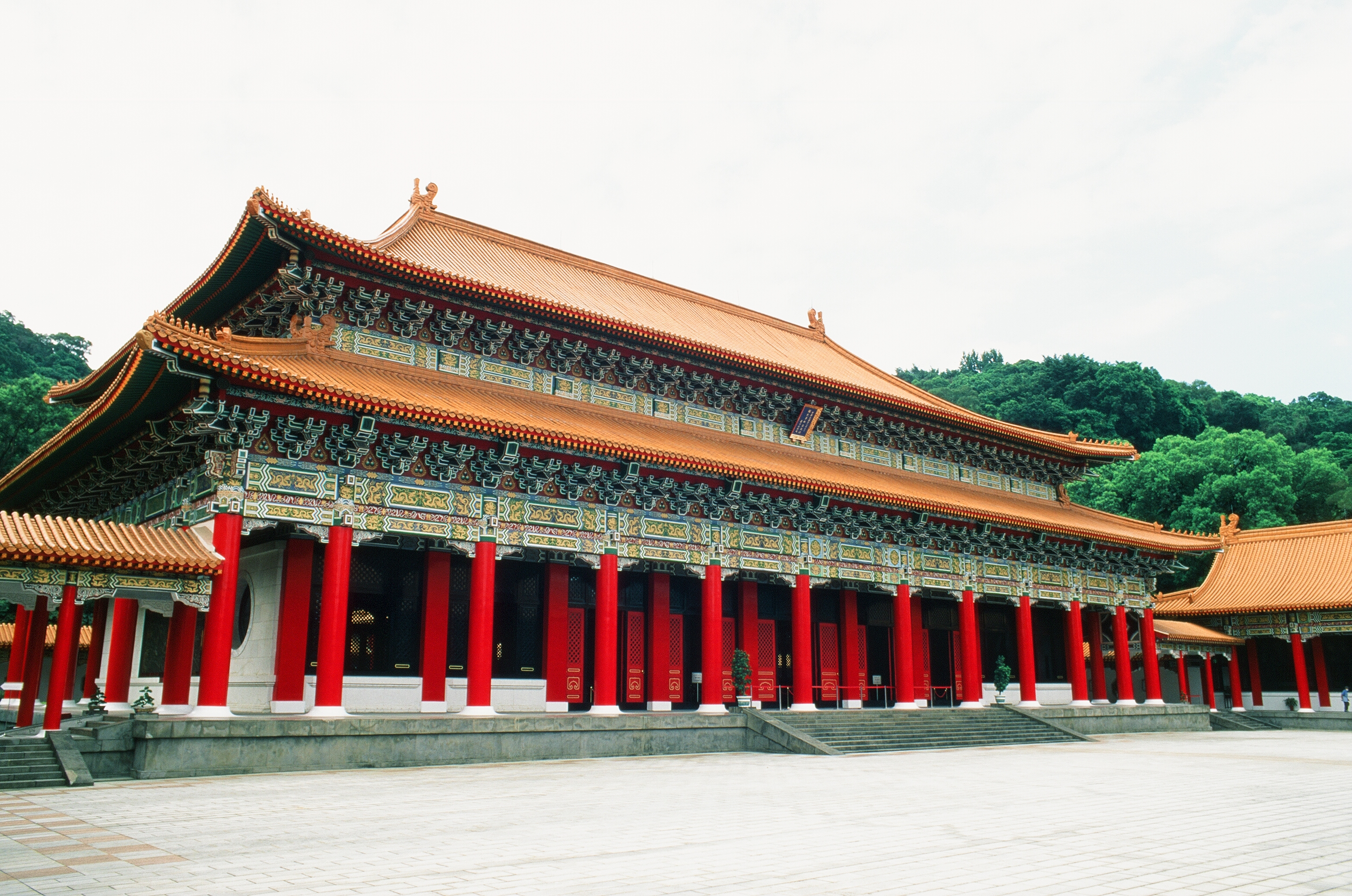
國民革命忠烈祠 （1969年，姚元中設計）
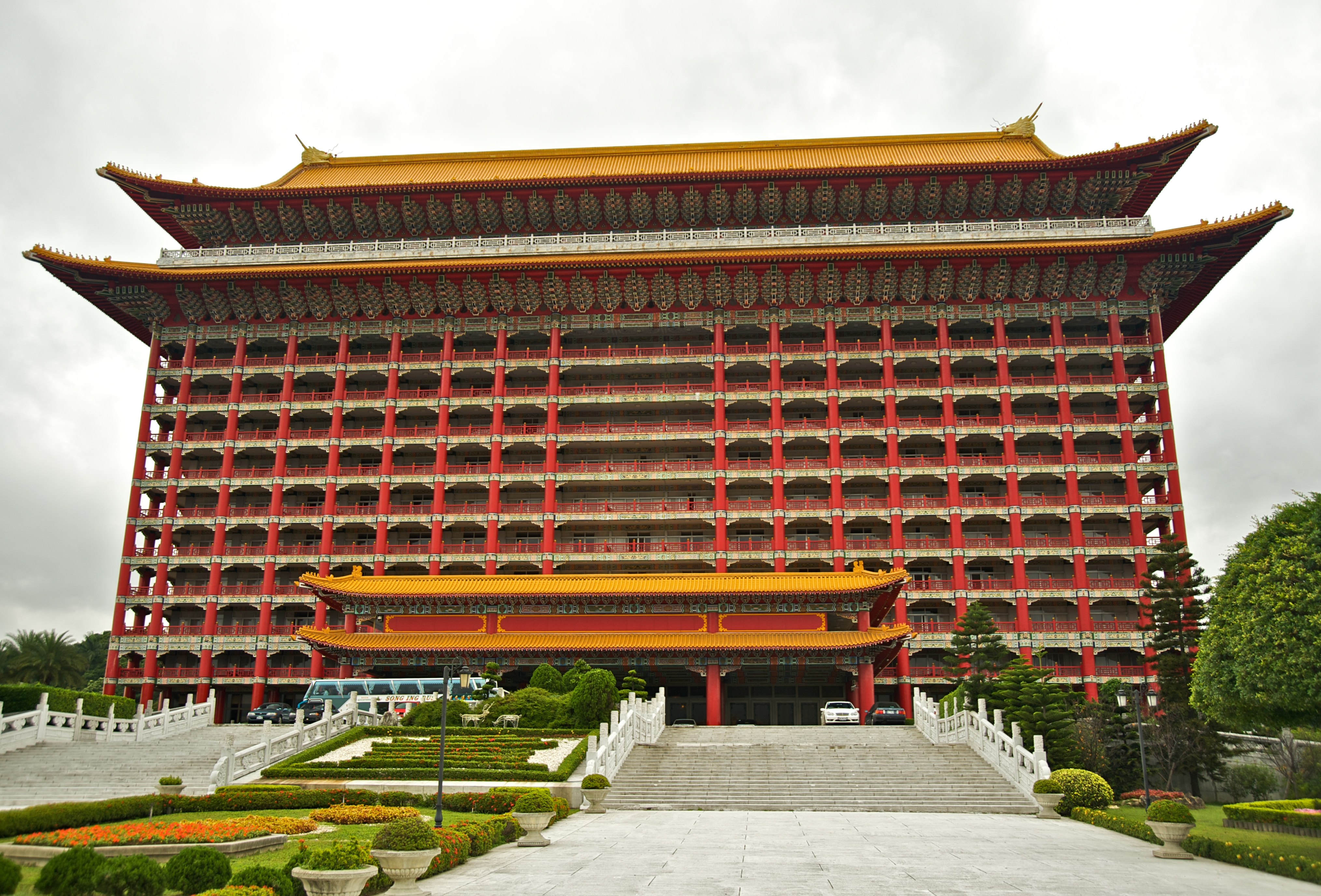
圓山大飯店（1973年，楊卓成設計）
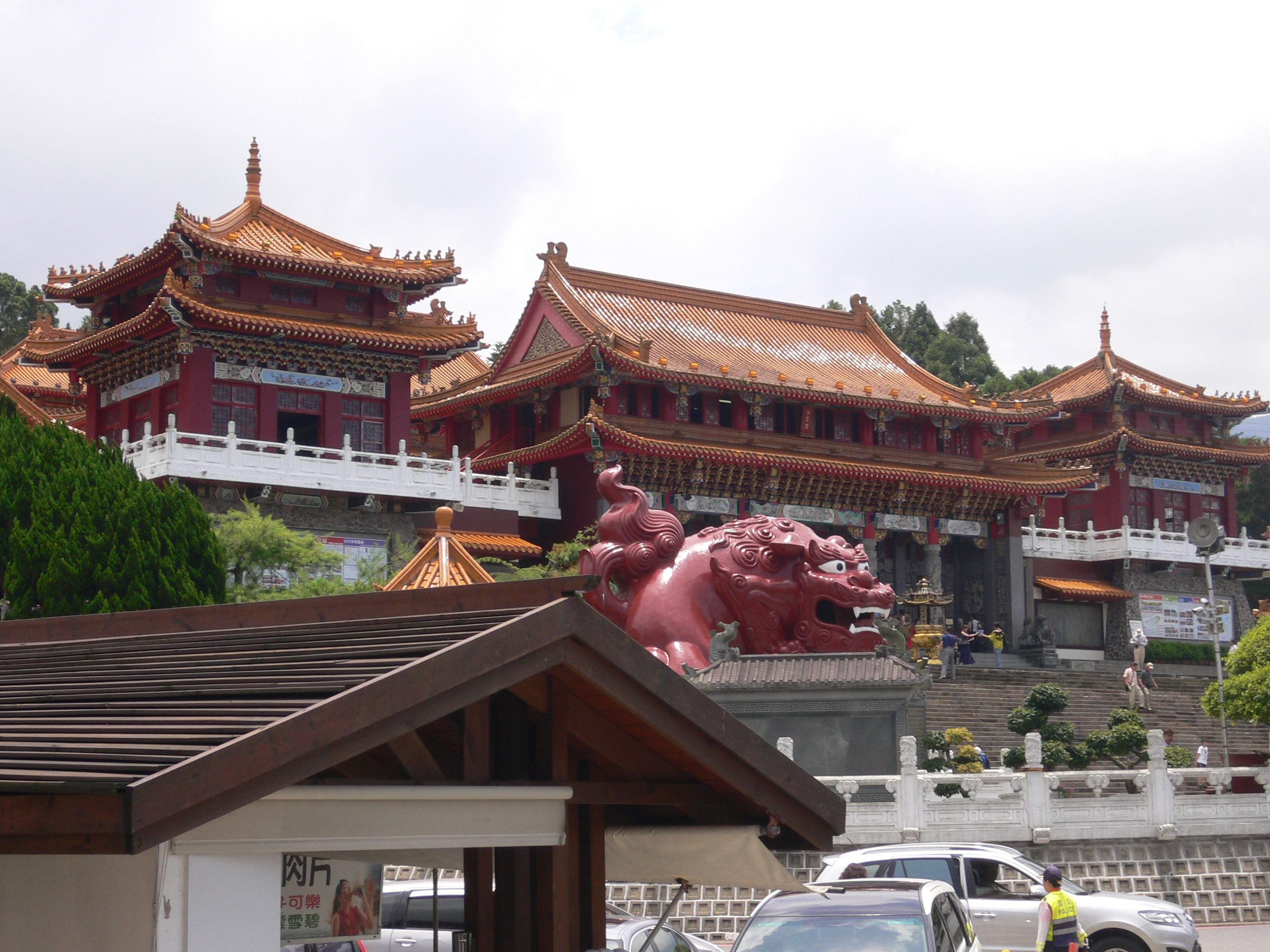
日月潭文武廟（1975年謝自南設計）
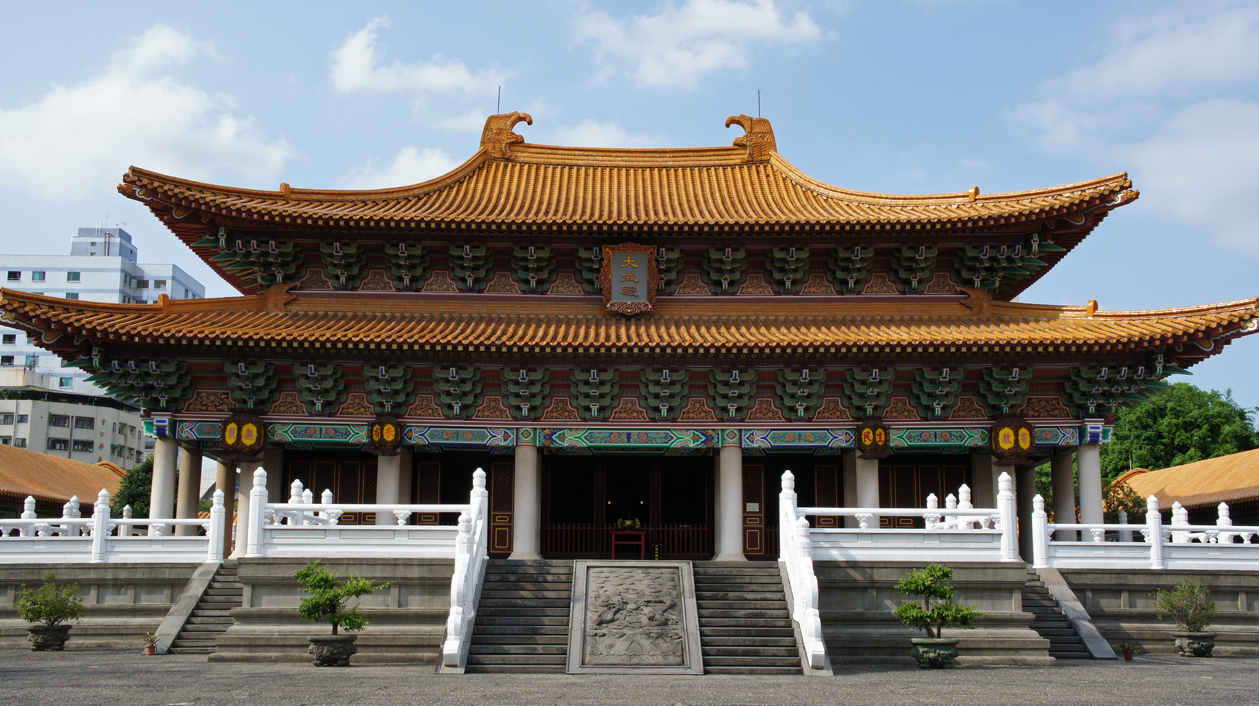
台中孔廟大成殿（1976年）
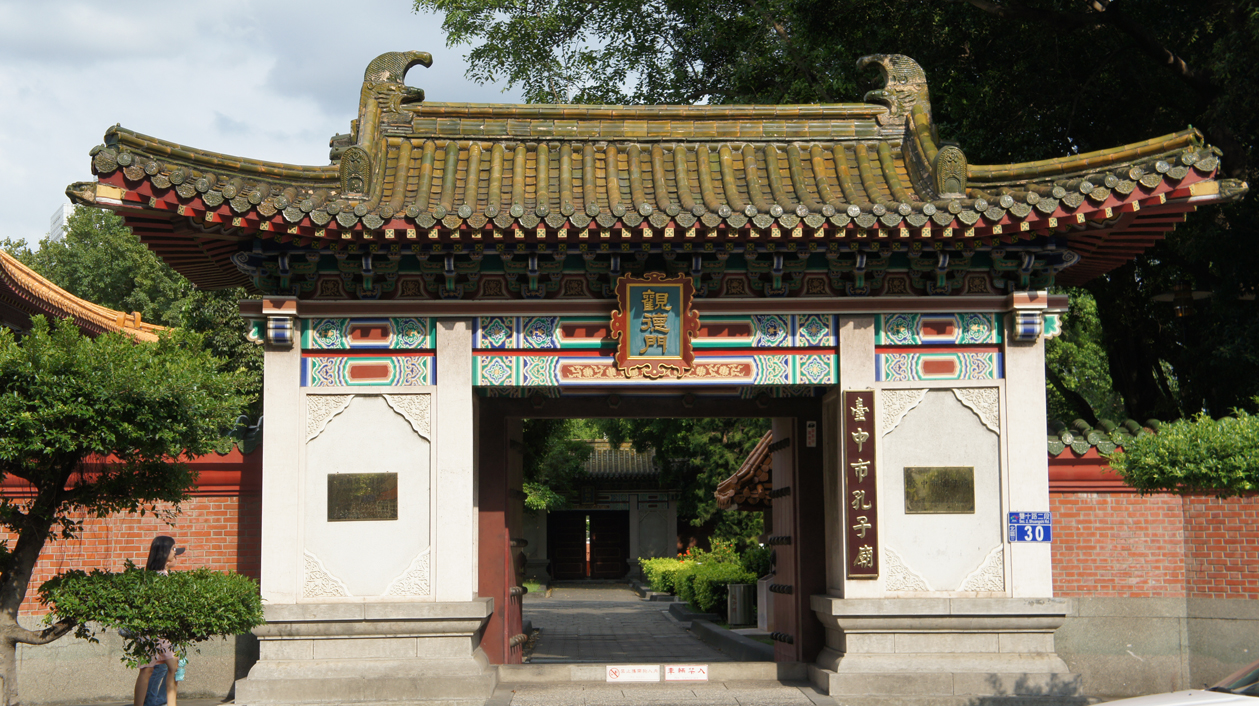
台中孔廟觀德門（1976年）
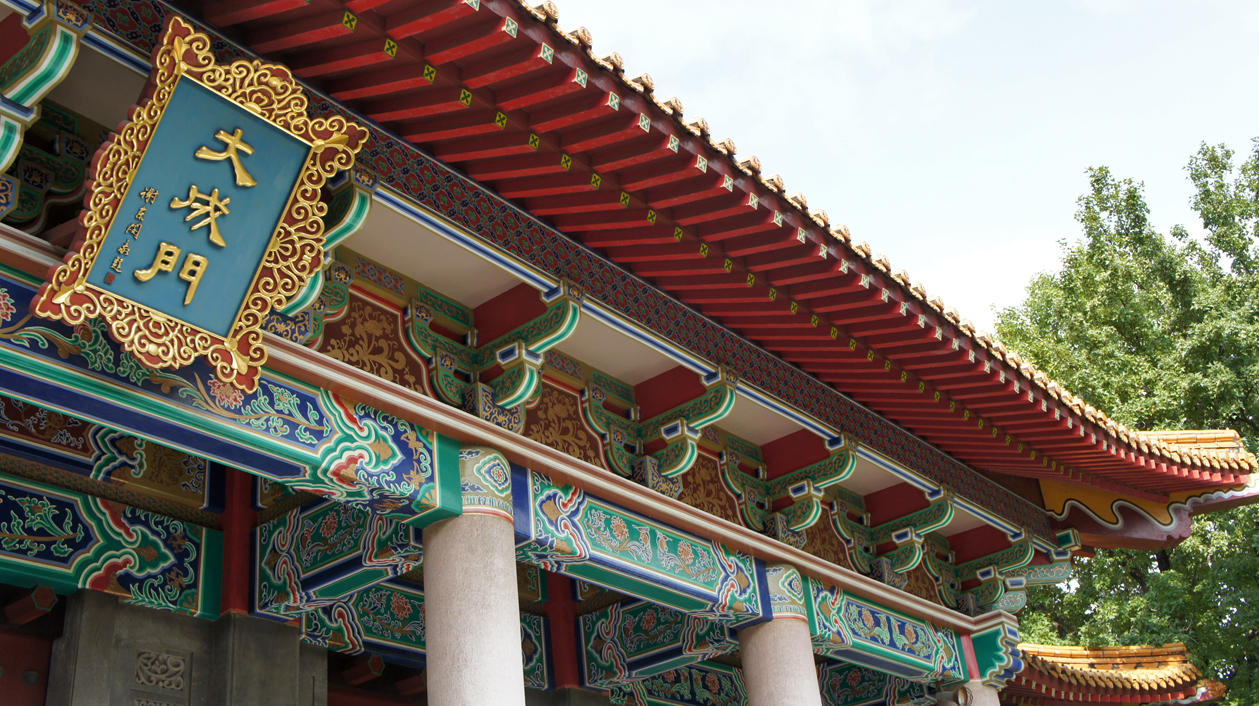
台中孔廟大成門的歇山頂 （1976年）
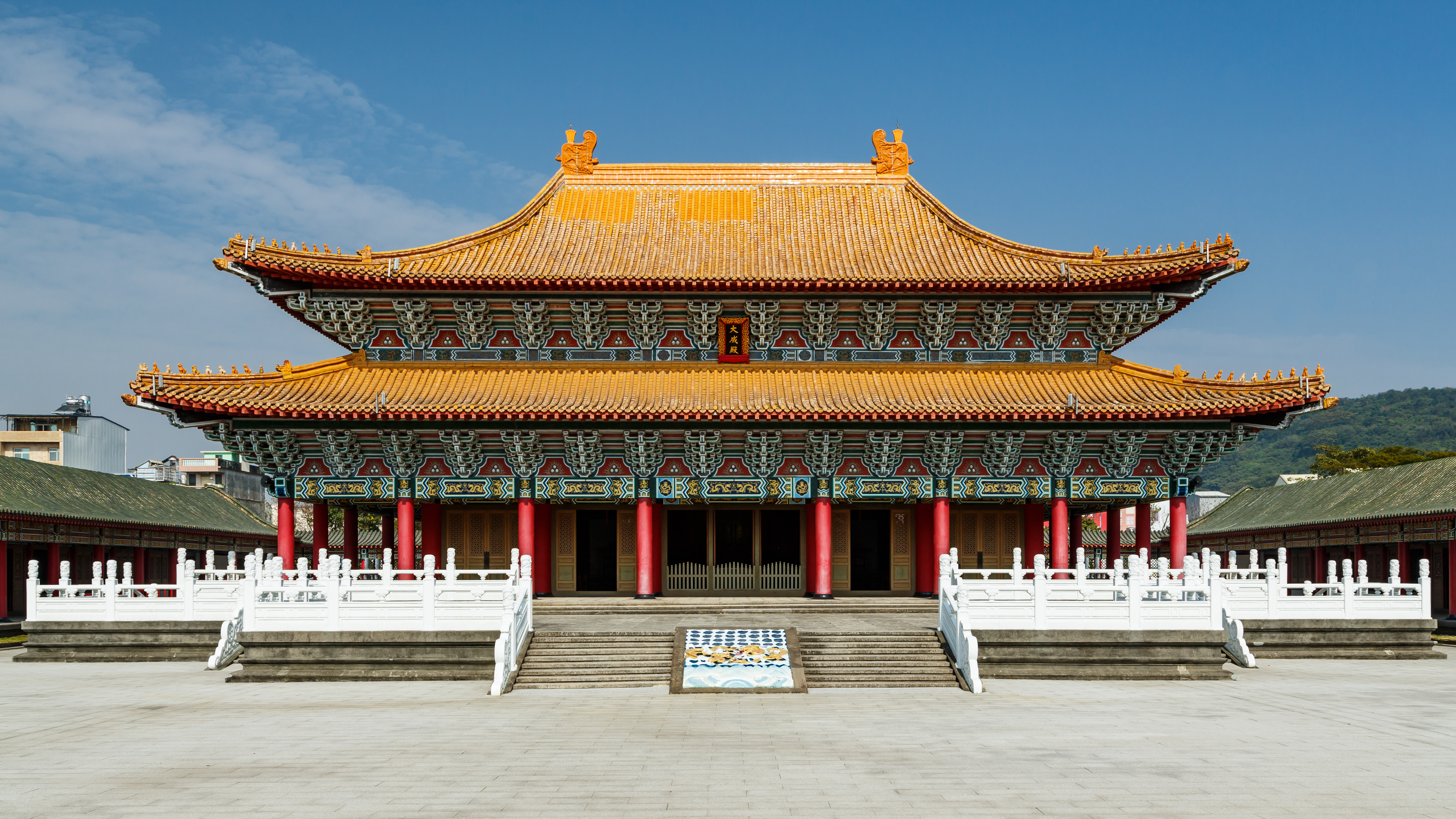
高雄左營孔廟大成殿（1976年）
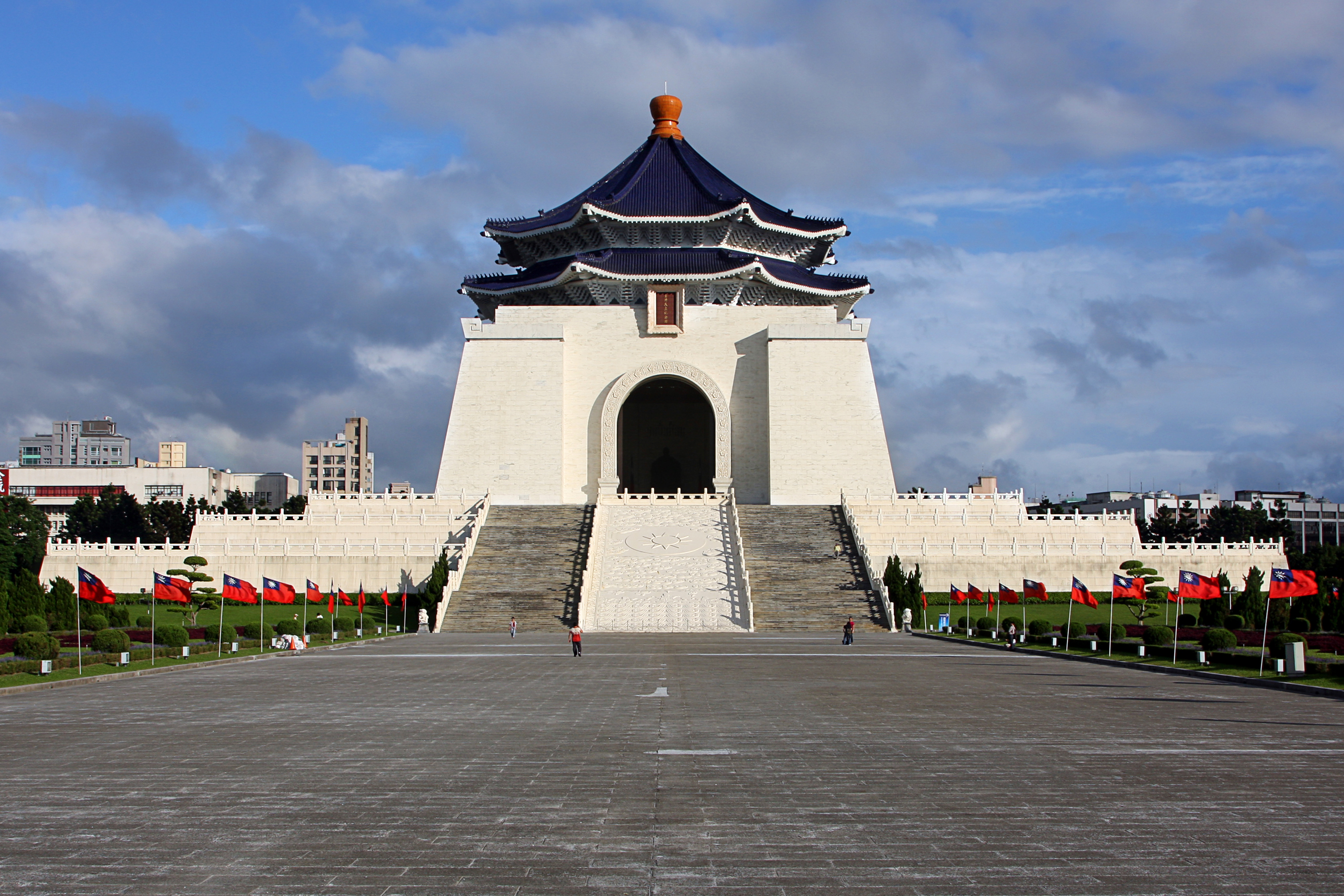
中正紀念堂（1980年，楊卓成設計）
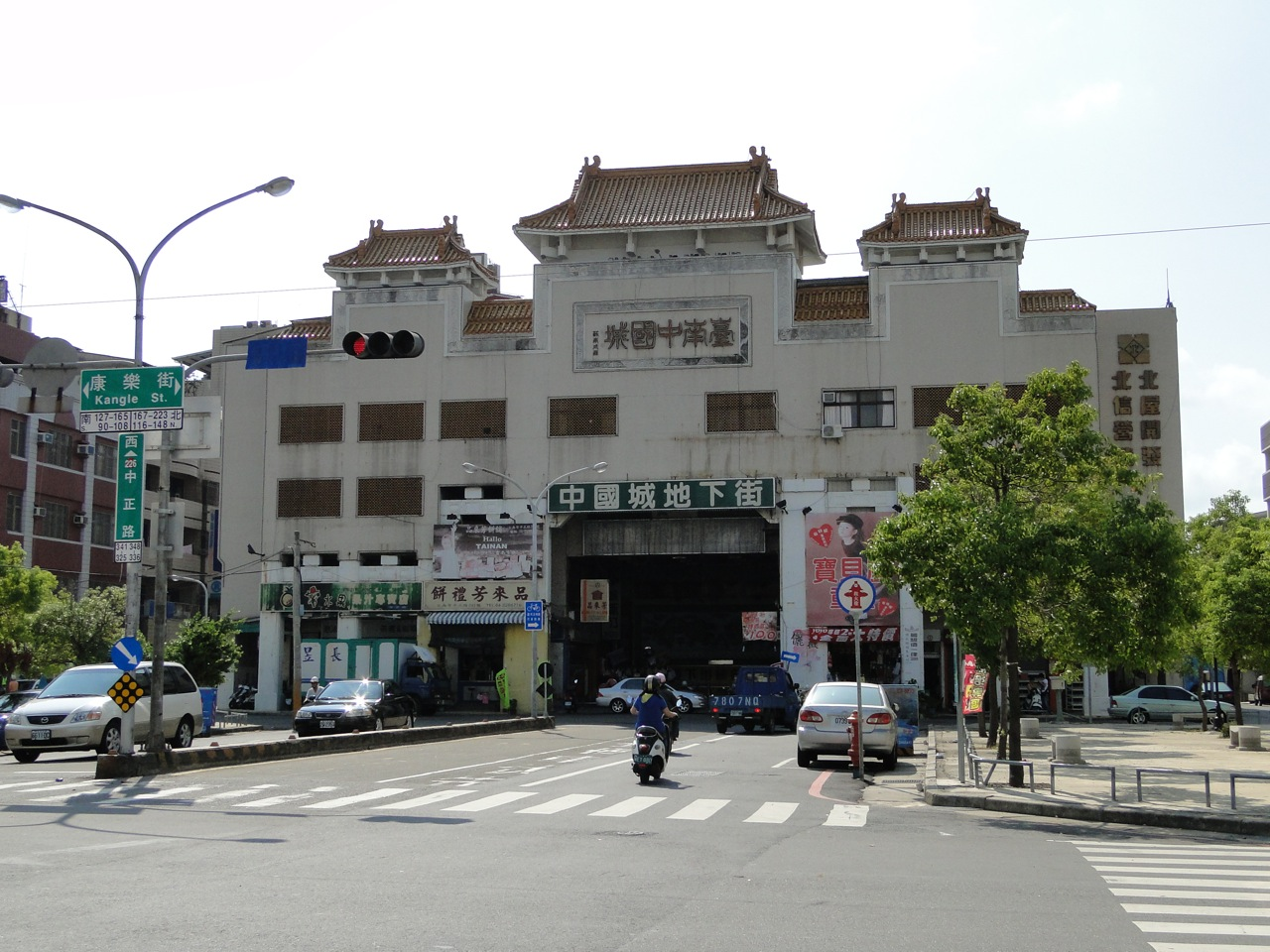
臺南中國城（1983年，李祖原設計）
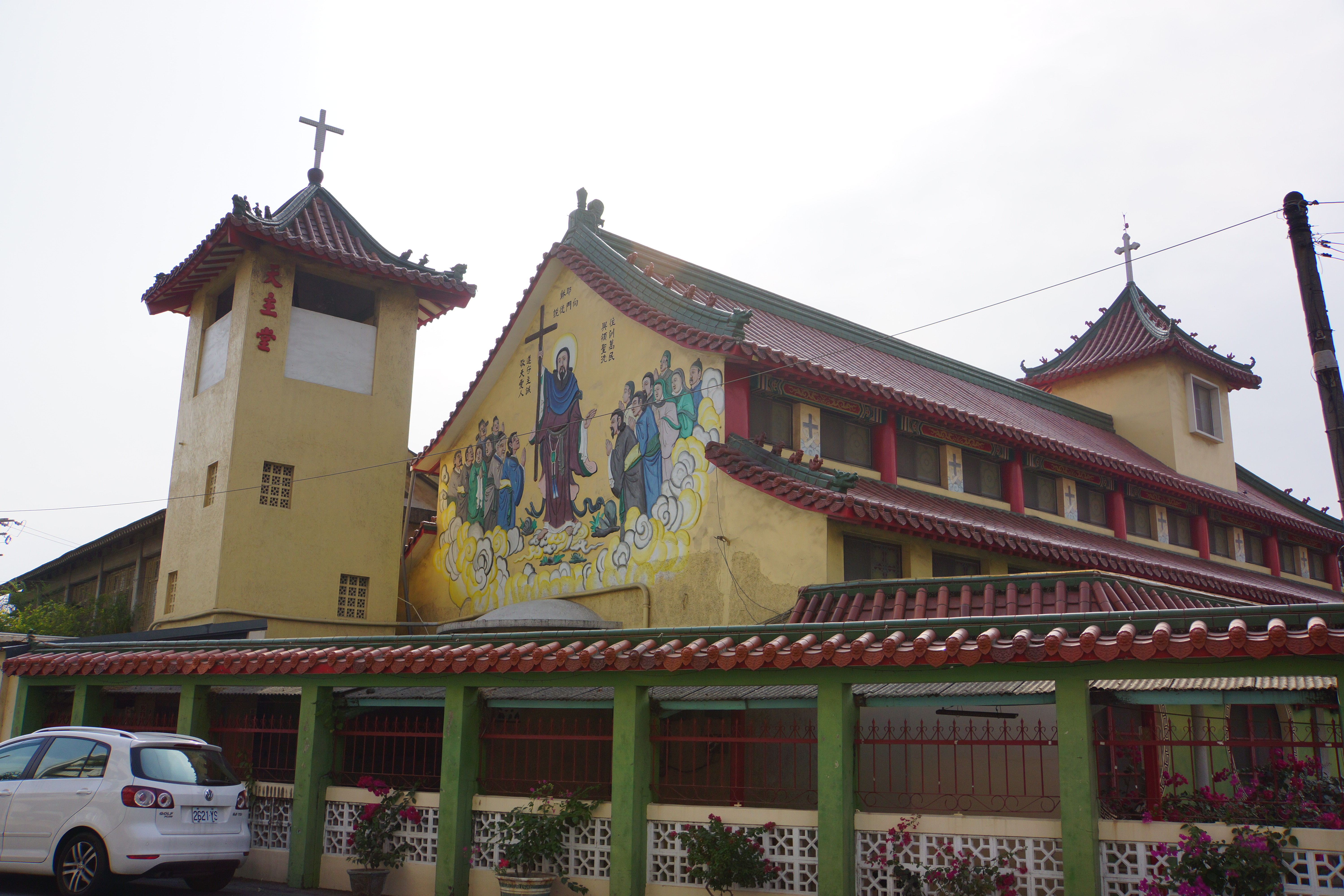
鹽水天主聖神堂（1986年，李少峰督建）
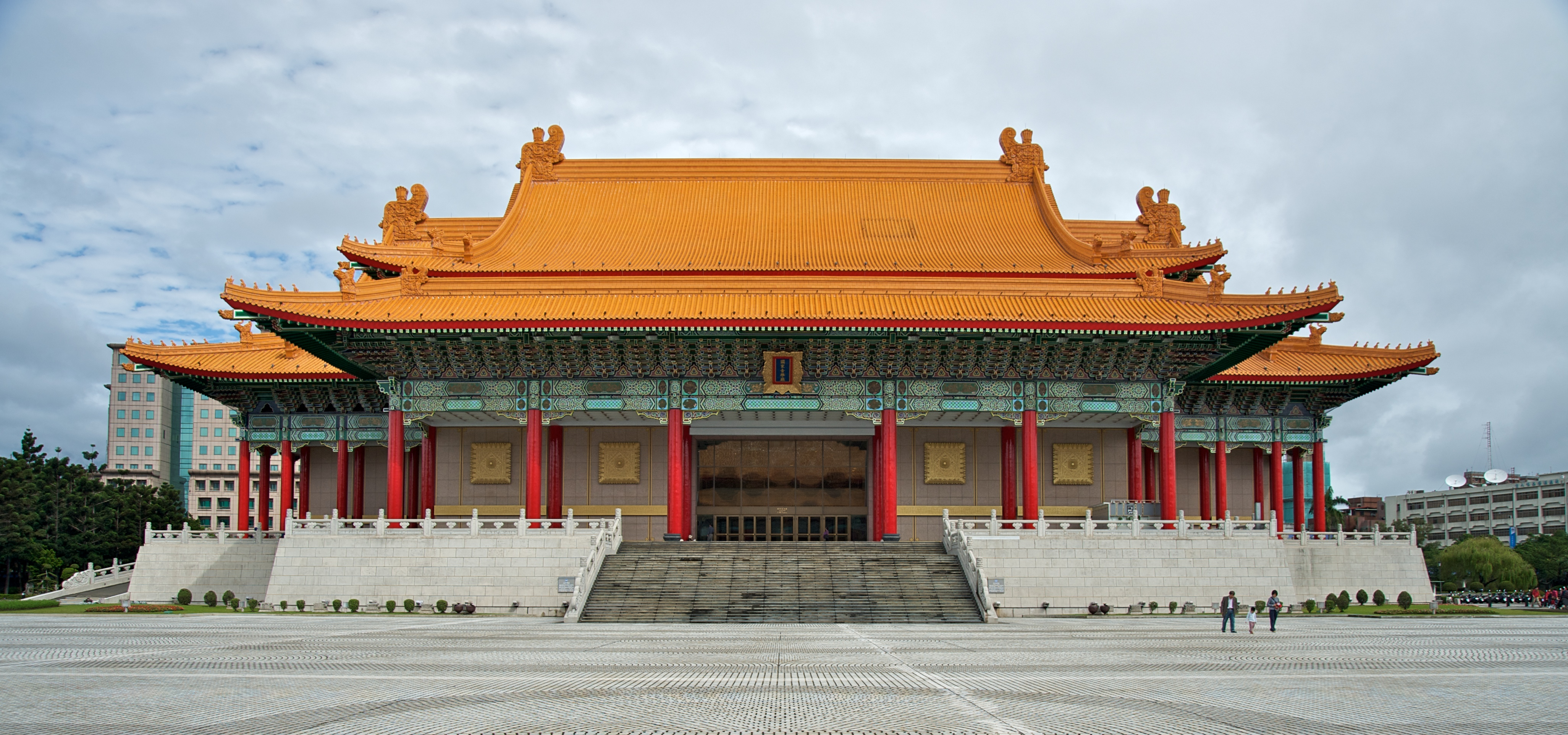
國家音樂廳 （1987年，楊卓成設計）
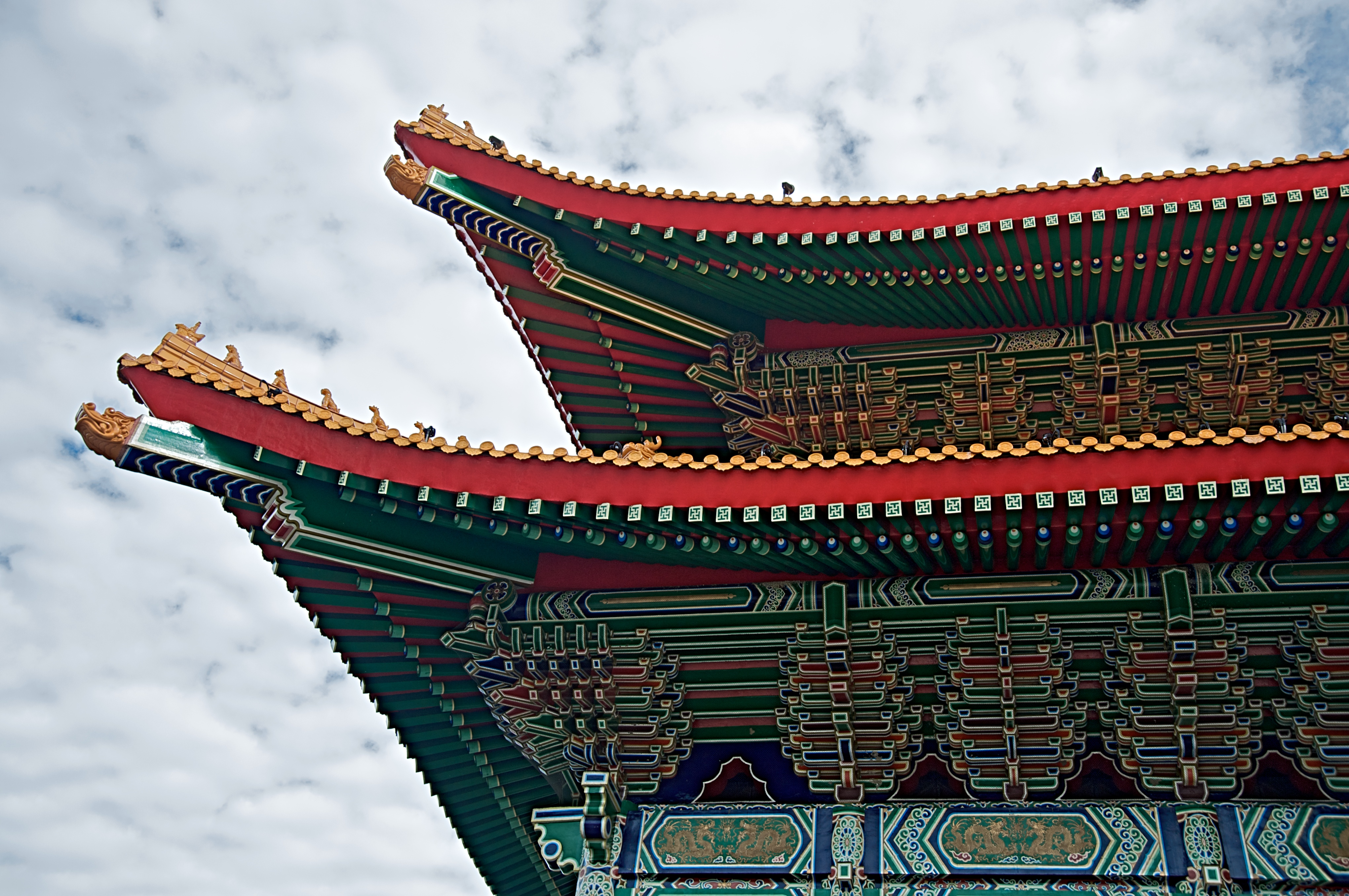
國家戲劇院斗栱（1987年，楊卓成設計）
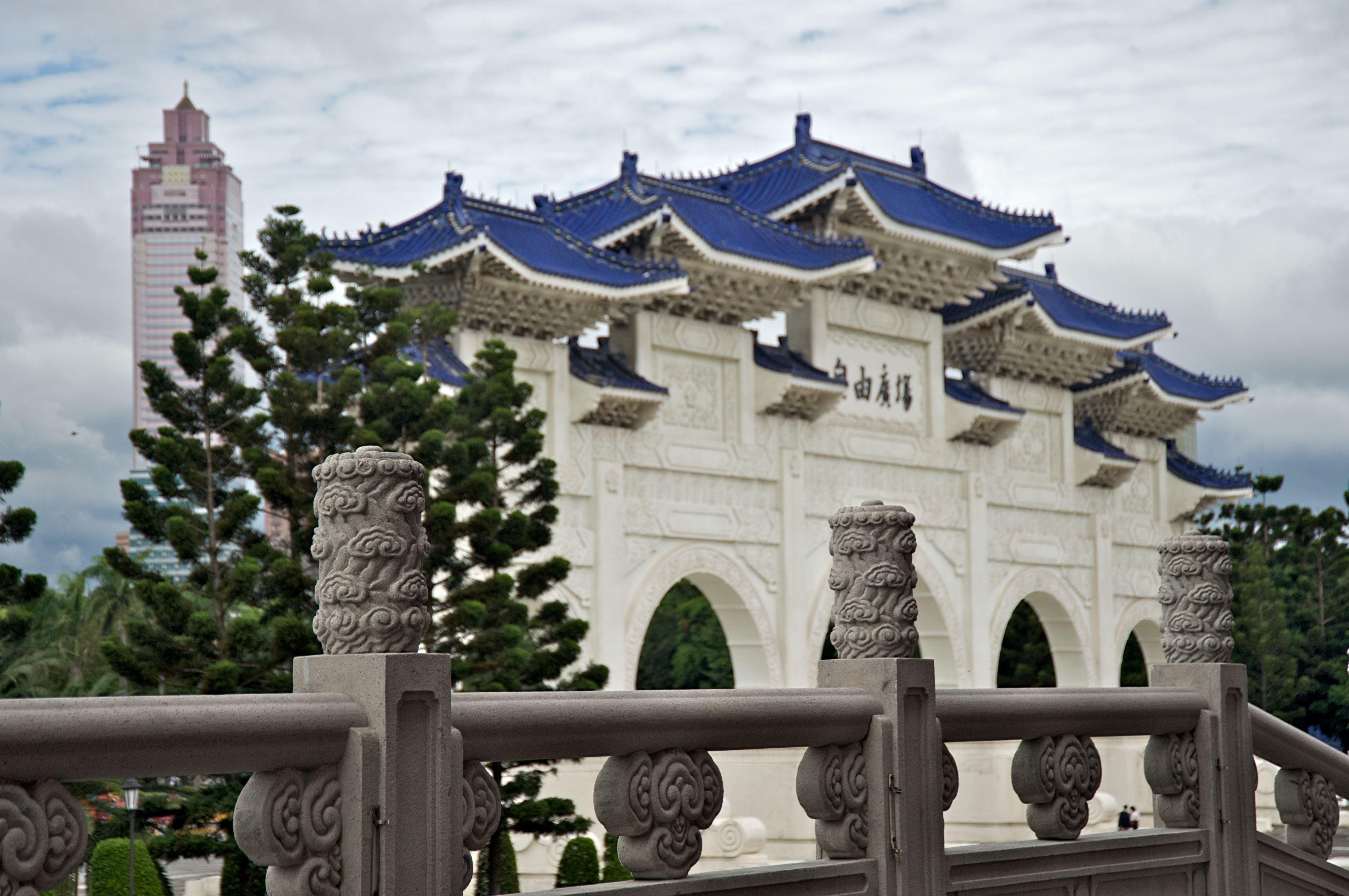
國家戲劇院欄杆（1987年，楊卓成設計）